# Monte Bianco
Il Monte Bianco (Mont Blanc in francese e in arpitano), con un'altitudine di 4805,59 m s.l.m., è la montagna più alta delle Alpi, d'Italia, della Francia e anche d'Europa, secondo la diffusa convenzione geografica che include il Caucaso in Asia, da cui i soprannomi di tetto dell'Europa e di Re delle Alpi, condividendo assieme al monte Elbrus nel Caucaso un posto tra le cosiddette Sette Vette (Seven Summits) del pianeta.
È posto nel settore delle Alpi nord-occidentali, lungo la sezione alpina delle Alpi Graie, sulla linea spartiacque tra la Valle d'Aosta (val Veny e val Ferret in Italia) e l'Alta Savoia (valle dell'Arve in Francia), nei territori comunali di Courmayeur e Chamonix-Mont-Blanc; dà il nome all'omonimo massiccio, appartenente alla sottosezione delle Alpi del Monte Bianco. Prevalentemente di natura granitica, irta di guglie e di creste, intagliata da profondi valloni nei quali scorrono numerosi ghiacciai, è considerata una montagna di grande richiamo per l'alpinismo internazionale e, dal punto di vista della storiografia alpinistica, la nascita dell'alpinismo stesso coincide con la data della sua prima ascensione: l'8 agosto 1786.

## Geografia

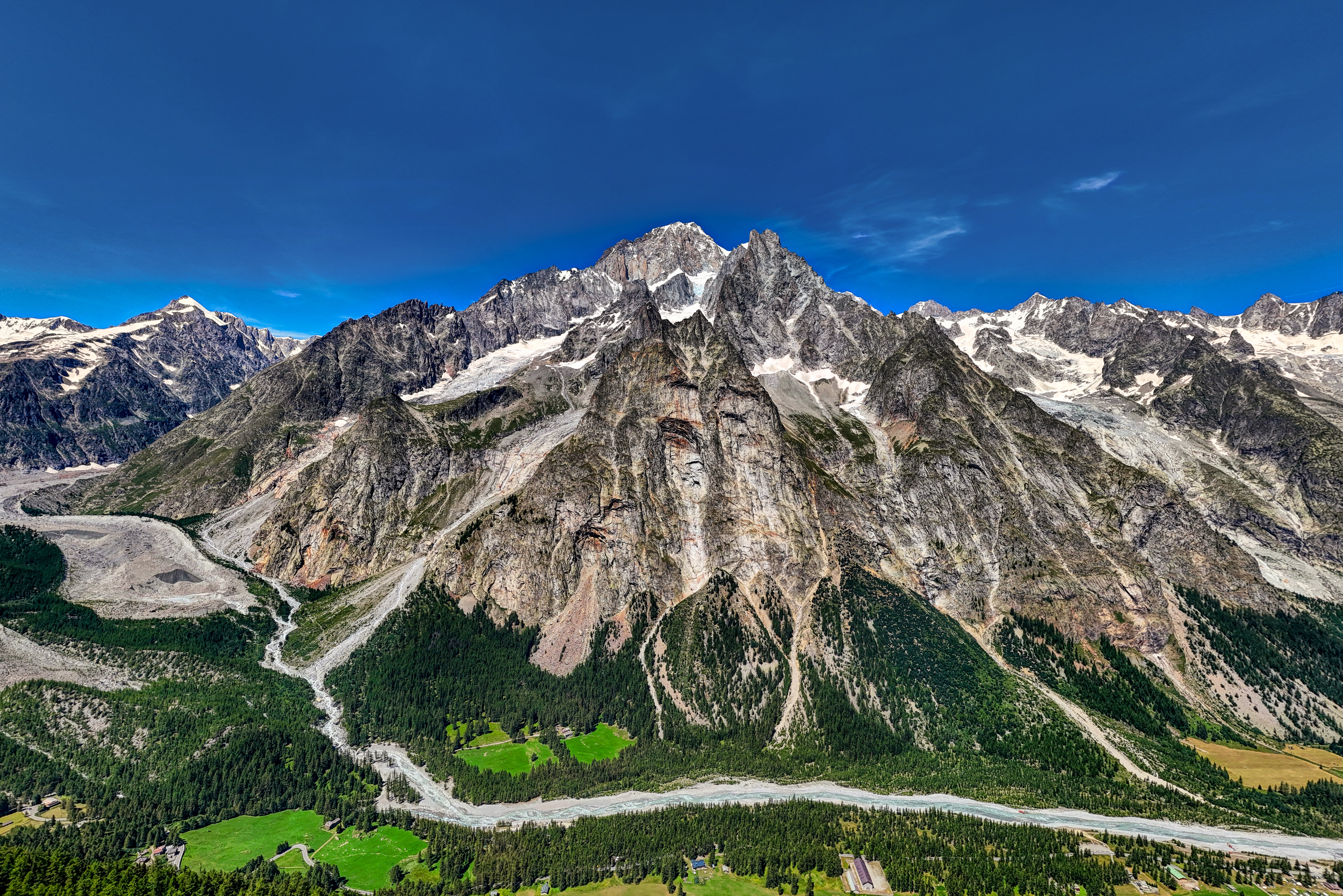
Il versante sud del Monte Bianco visto dal lago Chécrouit

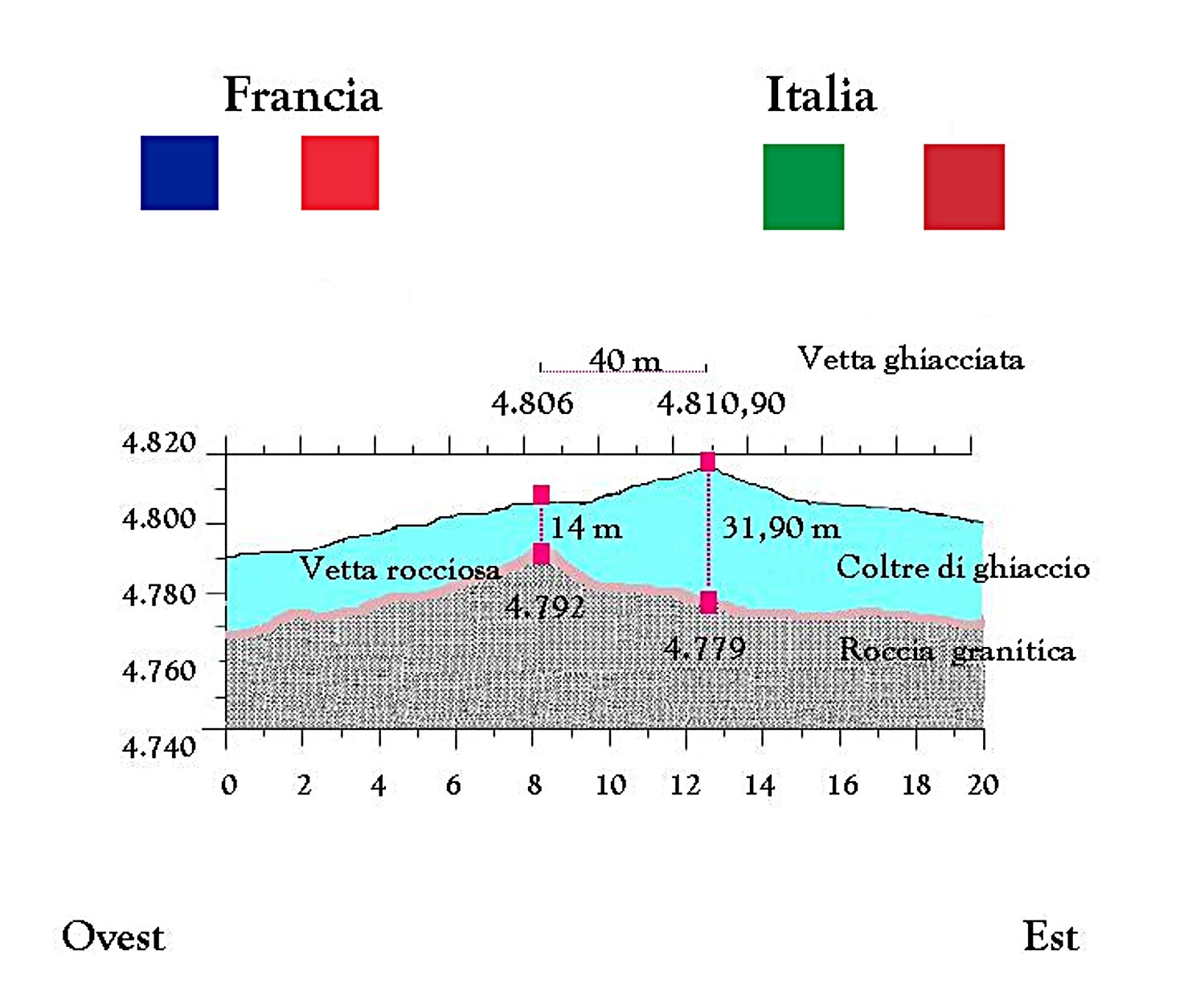
Sul Monte Bianco ci sono due vette: una rocciosa e una ghiacciata

Dalla vista italiana, il Tetto delle Alpi non è poi così appariscente rispetto alle altre vette che lo circondano. A differenza dell'altro grande gigante delle Alpi, il Monte Rosa, visibile in tutta la Pianura Padana nord-occidentale fino alle prime alture appenniniche, il monte Bianco compare solo all'ultimo momento lungo la strada per Courmayeur, nascosto da una miriade di satelliti minori. Guardandolo da ovest è invece ben visibile da molto lontano, dalle alture del Massiccio Centrale francese, da quelle dei Vosgi, dalle alture del Giura, dalla Svizzera, dalla Foresta Nera.

È perennemente innevato e si trova nella parte centrale di una catena di monti che si estende in lunghezza per 40 km, su territori di tre diversi stati, occupando una superficie di circa 645 km²: il massiccio del Monte Bianco. Se si esclude la parete est del Monte Rosa di Macugnaga, la più alta delle Alpi, in questo massiccio sono presenti alcune tra le pareti più elevate del sistema alpino quali la Brenva e la nord delle Grandes Jorasses e sono raggruppate quaranta cime al di sopra dei 4.000 m, con un terzo di superficie a una quota non inferiore ai 3.000 m. L'azione degli agenti erosivi sulle rocce granitiche ha formato nel tempo creste acuminate e vette a guglia di particolare bellezza che richiamano nella regione alpinisti da ogni parte del mondo.

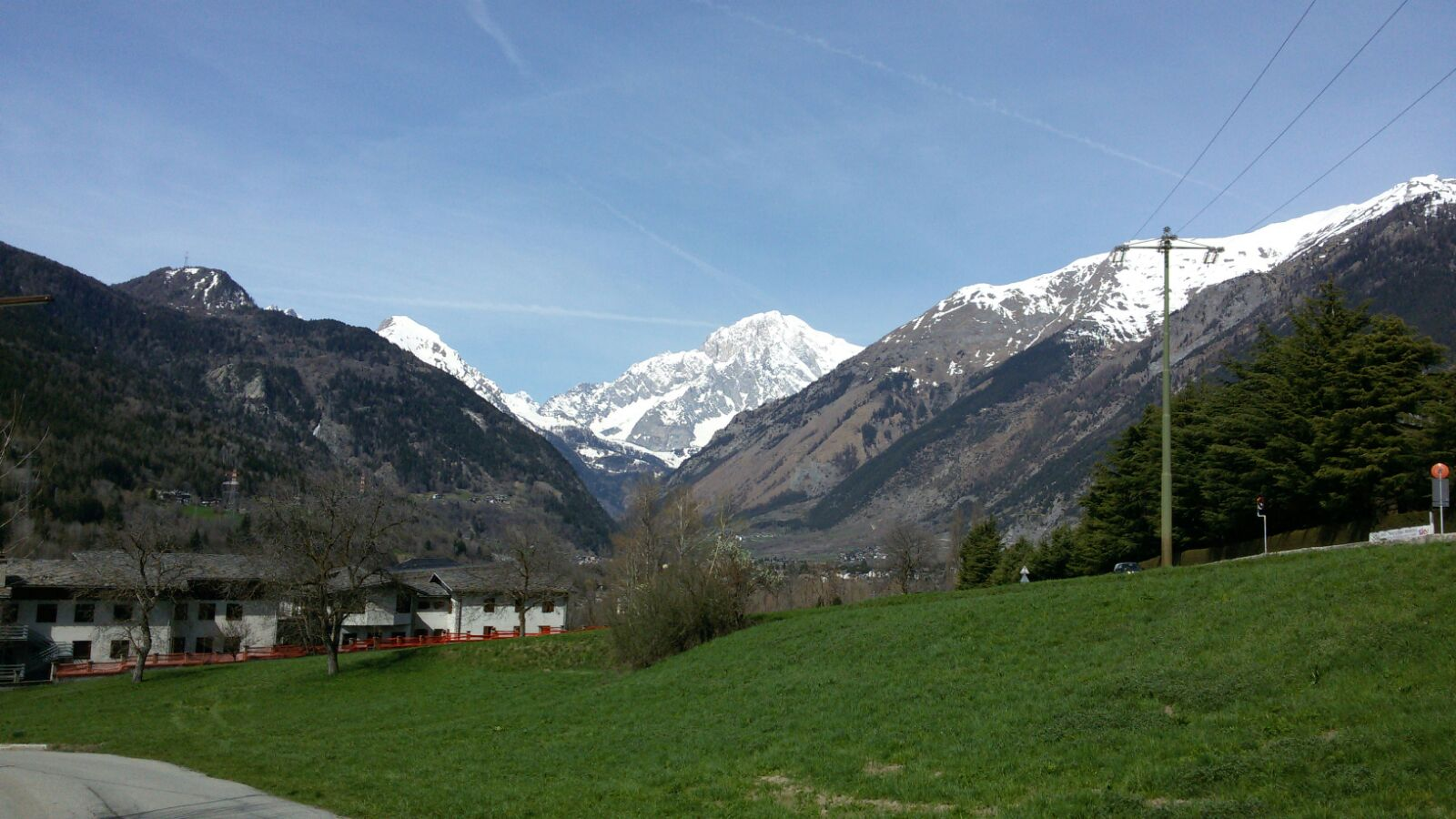
Il Monte Bianco visto da La Salle

Mentre il versante francese discende lentamente in pendio, il versante italiano è formato da una ripida e maestosa muraglia granitica che dalle sommità maggiori precipita sul fondo delle valli Ferret e Veny. Su questo versante si trovano le pareti da scalare più difficili e impegnative. I luoghi abitati sono situati al disotto dei 2.800 m, mentre rari e difficili sono i valichi, il più basso dei quali è quello del Gigante a 3.359 m. Ecco alcune emblematiche cime:
- Il Dôme du Goûter (4.306 m). Se la parte sommitale delle Grandes Jorasses è irta di cime, quella del Dôme du Goûter è completamente piatta ed è la più estesa di tutte le Alpi.
- Il Dente del Gigante (4.014 m) è una delle più celebri cime. Si erge per circa 160 m al di sopra della caratteristica gengiva di neve.
- Le Grandes Jorasses (3.825 m): sulla sua parte sommitale, lunga circa 1 km, raggruppa una sequenza di sei punte, cinque delle quali superano i 4.000 m.
- Il Mont Dolent (3.820 m) è una cima piramidale; curiosamente la sua vetta è il punto d'incontro delle frontiere di Italia, Svizzera e Francia.
- le Guglie di Chamonix (tra i 3.000 e i 3.842 m), dominano la vallata di Chamonix e rappresentano uno dei paesaggi più celebri delle Alpi francesi.
- L'Aiguille Noire de Peuterey (3.773 m) è uno dei simboli del Monte Bianco nel versante italiano: si innalza direttamente dai prati della Val Veny per 2.200 m di dislivello; è la cima più importante della gran cresta del Peuterey.

### Altezza

Il Monte Bianco in una rappresentazione 3D

Al di sotto della calotta sommitale, sotto una coltre di ghiaccio e di neve spessa dai 16 ai 23 m, a quota 4.792 m si trova la cima rocciosa, spostata di 40 m circa più a ovest rispetto alla vetta stessa. Nel 1740 il matematico svizzero Nicolas Fatio de Duillier fu il primo a determinarne l'altezza tramite il sistema trigonometrico: secondo i suoi calcoli il Bianco misurava 4.000 m. Trentacinque anni dopo, nel 1775, usando lo stesso metodo di de Duillier, il matematico inglese George Schuckburgh-Evelyn indicò la quota a 4.804 m. Tramite il barometro nel 1787 Horace-Bénédict de Saussure misurò 4.809,07 m mentre nel 1844 il fisico francese Auguste Bravais misurò 4.810 m e nel 1892 Joseph e Henry Vallot 4.807 m.
Nell'agosto del 1986 la misurazione ortometrica rilevata tramite satellite risultava di 4.804 m. Successivamente l'altezza ufficiale è stata per lungo tempo 4.807 m, per poi passare nel 2001 a 4.810 m; nel 2003 a 4.808 m; nel 2005 fu di 4.808 m; nel 2007 a 4.810 m; nel 2009 4.810 m e nell'ultima misurazione del settembre 2015 a 4.808 m, più basso rispetto alla precedente misurazione di 1,29 m. Queste variazioni sono dovute ai venti che accumulano la neve sulla cima, determinandone conseguentemente l'altezza. Se durante l'anno si registrano meno giorni ventosi rispetto all'anno precedente, di conseguenza si accumulerà meno neve condizionandone l'altezza. A causa delle continue variazioni della calotta ghiacciata a partire dal 2001 ogni due anni viene fatto un rilevamento ufficiale. Le misurazioni vengono effettuate a cura della Camera provinciale dei geometri dell'Alta Savoia in collaborazione con una società specializzata in rilevamenti tramite GPS. Dopo la siccità del 2003 la misurazione effettuata nel mese di settembre di quell'anno attestava l'altezza a 4.808,45 m e si constatò in quell'occasione che la cima si era spostata di 0,75 cm verso nord-ovest rispetto alla posizione del 2001.

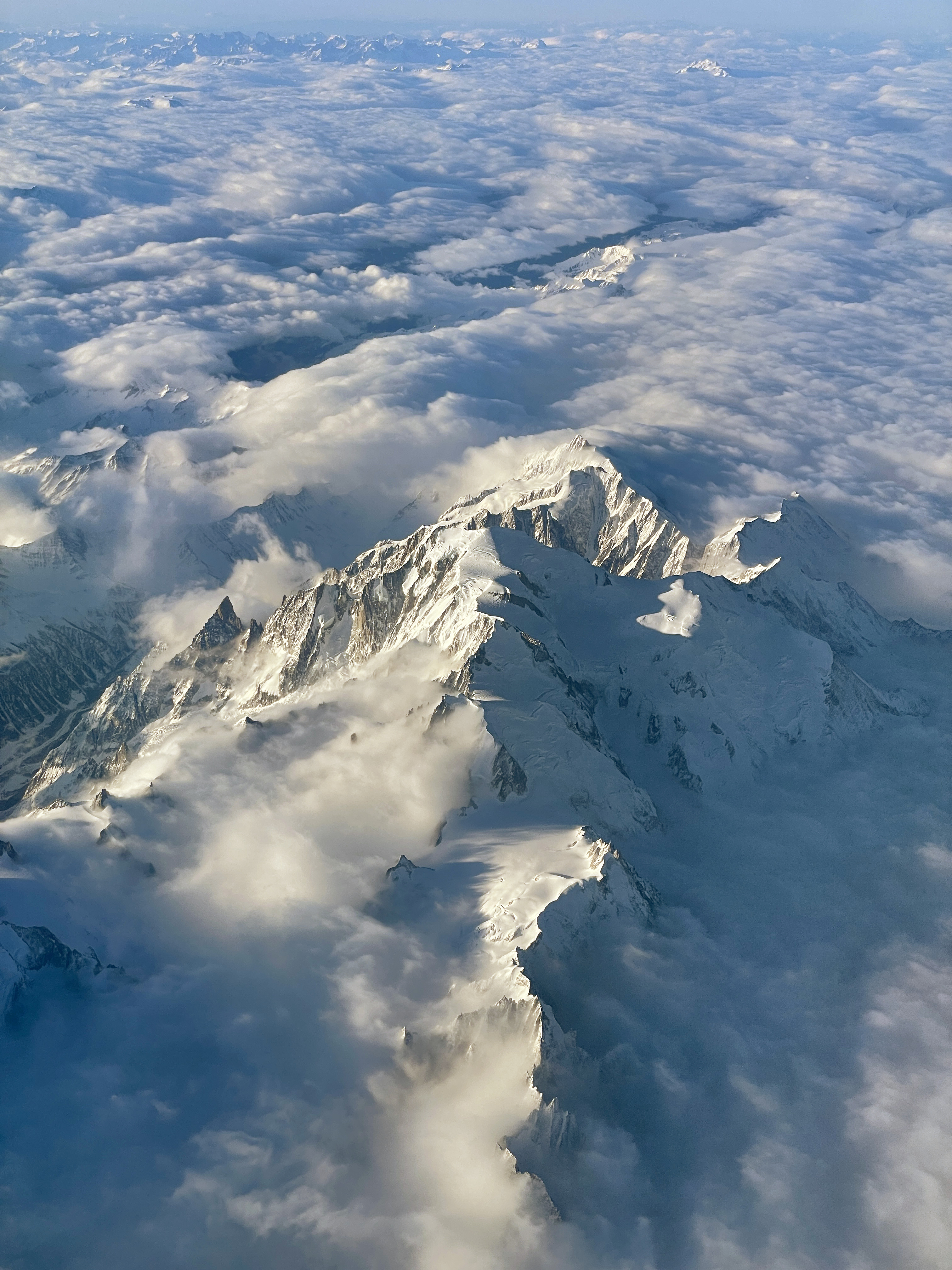
Veduta aerea del Monte Bianco da 9.000 metri sul livello del mare.

Durante quella campagna di misurazioni sono stati sistemati sulla calotta sommitale più di 500 punti fissi di riferimento al fine di studiare con precisione il variare del volume di ghiaccio al di sopra dei 4.800 m che nel 2003 era di 14.600 m³, 14.300 m³ nel 2005 per arrivare ai 24.100 m³ attuali. Il monte Bianco è la montagna più alta di tutta la catena alpina e considerata anche la più alta dell'Europa. Tuttavia, se si considera il Caucaso come limite geografico sud-orientale del continente vengono citate quali vette più alte d'Europa quelle situate in territorio russo e georgiano, come l'Elbrus che culmina a 5.642 m, il Dych-Tau con 5.203 m, il Shkhara a 5.200 m e il Kazbek 5.047 m.

### Geologia
Il complesso montuoso delle Alpi è stato generato durante l'Era terziaria grazie alla spinta della placca tettonica africana e di quella asiatica, attraverso un processo di sopraelevazione verticale. Circa 300 milioni di anni fa, durante l'orogenesi ercinica, una grande intrusione granitica formò la struttura di base dell'attuale massiccio del Monte Bianco. Moderni metodi di rilevamento mettono oggigiorno in evidenza come la sopraelevazione delle Alpi prosegue incessantemente e supera ancora gli effetti dell'erosione. Attorno al nucleo granitico (protogino) affiorarono rocce metamorfiche (gneiss, micascisti e calcescisti). Le rocce più frequenti sono:
- i graniti, che si distinguono nella parte centrale del Massiccio per le creste a guglia e le forme acute dei rilievi. Benché molto dura, questa roccia non resiste agli effetti dell'erosione provocata dai ghiacci.
- Le rocce metamorfiche, che circondano i graniti. Queste rocce contengono le stesse famiglie di cristalli dei graniti, ma la loro resistenza all'erosione è minima e presentano forme più slanciate rispetto alle altre.
- Le rocce sedimentarie, che vengono raggruppate generalmente in due grandi famiglie, ossia le rocce basiche (calcari, dolomie, calcescisti, carniole), e le rocce acide (gres, scisti argillosi, quarzite).

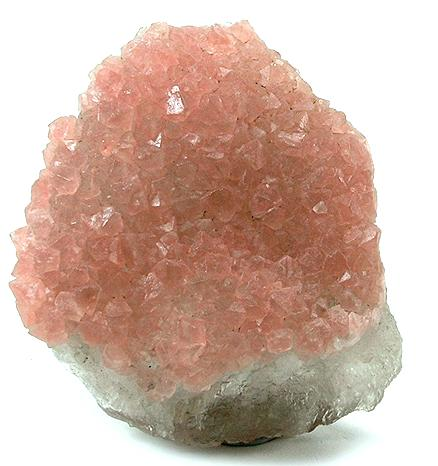
Il Monte Bianco è conosciuto anche per i suoi cristalli di fluorite

#### I quarzi del Monte Bianco
Milioni di anni dopo (come già accennato, da 70 milioni di anni è tuttora in evoluzione) l'orogenesi alpina sollevò questa intrusione di granito creando delle fratture nelle quali si aprirono crepe e fessure. La formazione di cristalli di minerali è il risultato di un'iniezione d'acqua mineralizzata in queste fessure. Il processo di crescita dei quarzi nelle fessure alpine non è ancora completamente conosciuto. Per questa ragione il Monte Bianco è conosciuto anche come località mineralogica e dalle sue pendici proviene una gran quantità di minerali diversi, soprattutto quarzi di rocca e fluoriti rosa considerate le migliori. A testimonianza di un passato di sfruttamento delle risorse minerarie nel massiccio, sul versante italiano si trovano ancora due antiche miniere di galena argentifera e di blenda, abbandonate ormai da tempo. Una era conosciuta già nell'antichità con il nome di Trou des Romains e pare realmente che il suo sfruttamento sia iniziato in epoca romana; l'altra, la miniera del Miage è stata abbandonata nell'Ottocento, ed è posizionata a 3.500 m d'altezza, con l'ingresso direttamente dalla parete rocciosa, alle falde della Tête Carrée.
A 3,462 m di quota, a Punta Helbronner, sulla Terrazza dei Ghiacciai si trova una mostra permanente di cristalli provenienti dal Massiccio e tra i 150 minerali esposti si possono ammirare le più particolari varietà di quarzo di rocca, di morioni ialini e fumé; le vesuviane e i granati rinvenuti presso Châtillon, i minerali delle antiche miniere, tra i quali i campioni di oro nativo di Brusson e di violano di Saint Marcel, unica località di ritrovamento al mondo. La conoscenza che Jacques Balmat aveva del massiccio era dovuta anche al fatto che lui stesso era un cercatore di cristalli (oltre che un cacciatore di camosci), e se il quarzo e la fluorite sono i minerali sovrani del monte Bianco, se ne possono trovare molti altri ancora come: l'Adularia (KAlSi3O8); l'Ankerite (Ca(Fe++, Mg, Mn) (CO3)2); il Berillo (Be3Al2Si6O18); la Calcite (CaCO3); la Dolomite (MgCa(CO3)2); l'Ematite (Fe2O3); la Fluorapatite (Ca5(PO4)3F); la Galena (PbS); la Siderite (FeCO3); il Titanite (CaTiSiO5); l'Epidoto (Ca2(Fe+++, Al)3(SiO4)3(OH)).

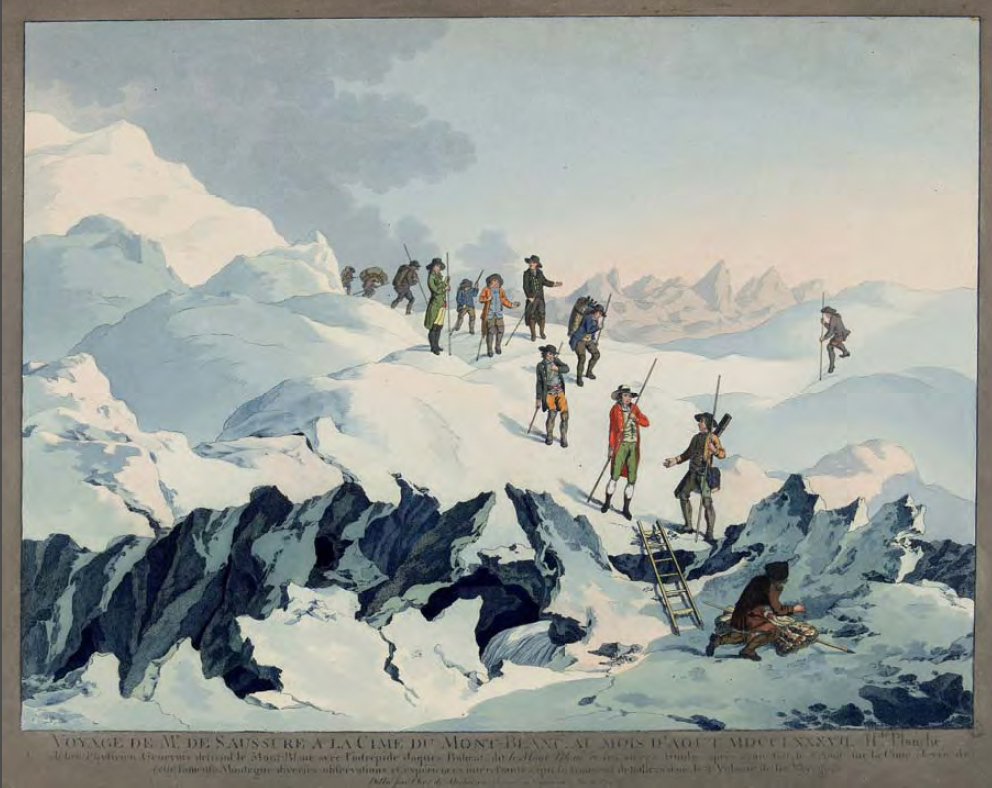
Marquardt Wocher, 1790, M.G. Paccard sulla via del Monte Bianco l'8 agosto 1786

### Clima

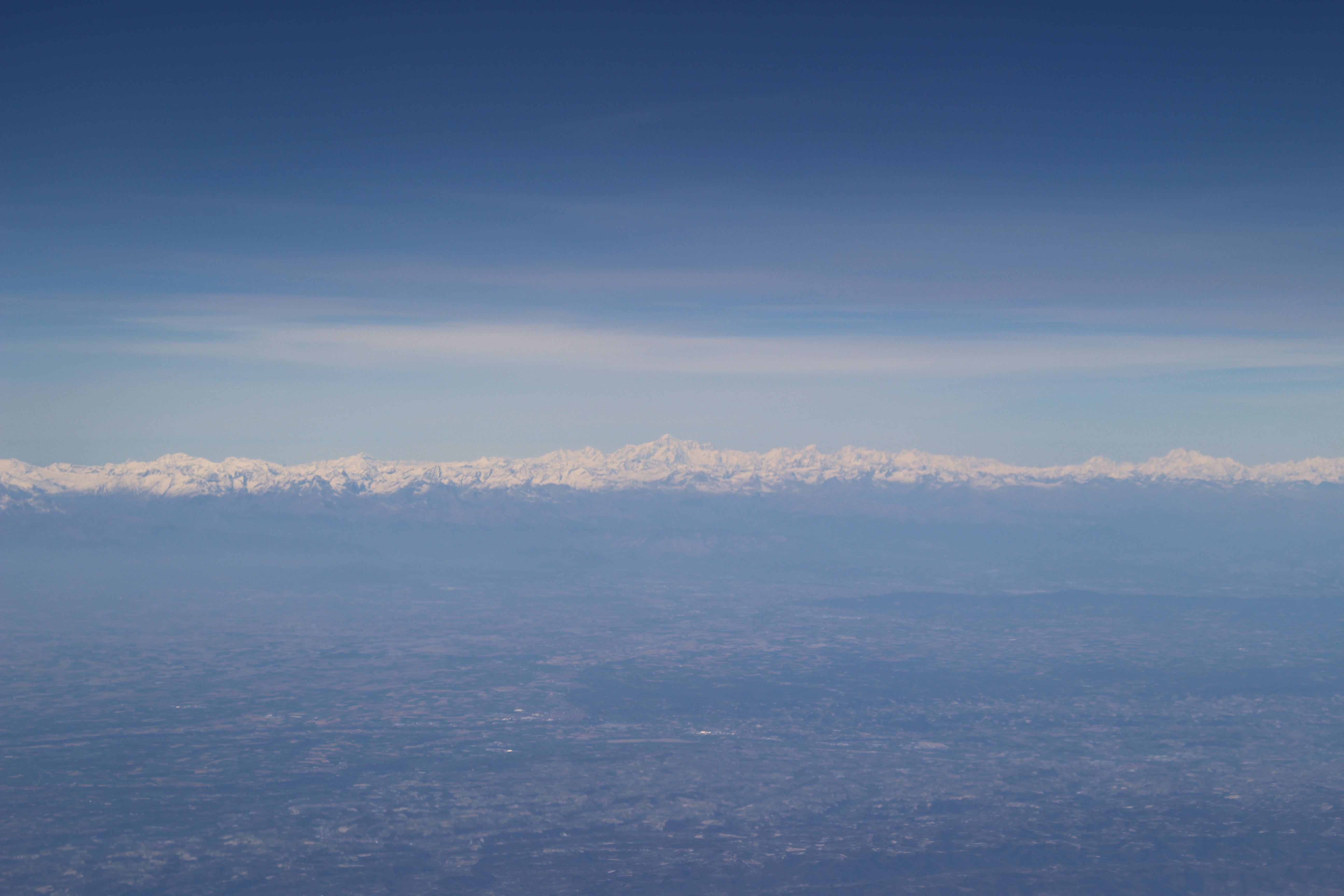
Il Monte Bianco visto da un aereo di linea. Occorre essere molto in quota per poterlo ammirare nella sua intererezza a causa della sua posizione molto interna nell'arco alpino

Il monte Bianco ha un clima mite, dista 240 km dal mar Mediterraneo e 620 km dall'Oceano Atlantico. Nel massiccio in cui si trova, il clima è semicontinentale ed è condizionato dai venti umidi provenienti dall'Atlantico. Questi una volta giunti sul massiccio tendono a raffreddarsi lungo lo spartiacque e sulle testate delle valli, determinando condizioni di piovosità a basse altitudini, con un massimo di precipitazioni in luglio e agosto e un minimo a gennaio e febbraio. Le condizioni meteorologiche possono variare molto rapidamente con abbondanti nevicate, nebbie improvvise e vento gelido. Al di sopra dei 3.000 m circa, le precipitazioni autunnali e primaverili cadono essenzialmente sotto forma di neve, raramente come pioggia ghiacciata, e sono più frequenti nel periodo estivo che in quello invernale a causa della diminuita umidità dell'aria fredda in inverno.
Sopra i 3.800 m la totalità delle precipitazioni sono di carattere nevoso e garantiscono un forte accumulo di neve ai ghiacciai che attorniano la montagna. Queste precipitazioni si trasformano spesso in vere e proprie tempeste di neve, specialmente sulle quote più alte e sulla parte sommitale dove durante queste bufere gli accumuli di neve fresca arrivano fino a 4 metri di spessore. Si possono stimare tra i 150 e i 160 il numero dei giorni di precipitazioni nevose oltre i 3500 m, con una intensità delle precipitazioni sulla vetta di circa 20 cm di neve (corrispondenti a circa 20 mm di acqua) giornalieri. Durante l'anno, tra il 15 di giugno e il 15 di luglio, a cavallo del solstizio d'estate, sulla parte sommitale si può assistere a una sorta di disgelo, con temperature massime che raggiungono i 3 °C. L'azione del Sole fonde la neve superficiale creando acqua che filtra negli strati inferiori per poi gelarsi rapidamente.
Oltre alle abbondanti nevicate, anche i venti giocano un ruolo determinante per la formazione e la conservazione della calotta ghiacciata sommitale. Se da una parte quelli secchi d'inverno spazzano via la neve, dall'altra i venti umidi primaverili, caratterizzati da abbondanti precipitazioni, ne apportano grandi quantità. Sulla cima la velocità dei venti può raggiungere i 150 km/h e la temperatura i – 40 °C. Sono frequenti anche le perturbazioni causate dal foehn, un vento caldo che spira proveniente dalla Val Ferret, e nel superare i contrafforti del versante valdostano perde umidità provocando forti nevicate in alta quota, per ridiscendere verso la valle dell'Arve ancora più caldo favorendo giornate soleggiate. Durante le escursioni sulla montagna, il vento rafforza la sensazione di freddo e la temperatura percepita risulta inferiore a quella effettiva nell'ambiente circostante (effetto Windchill).

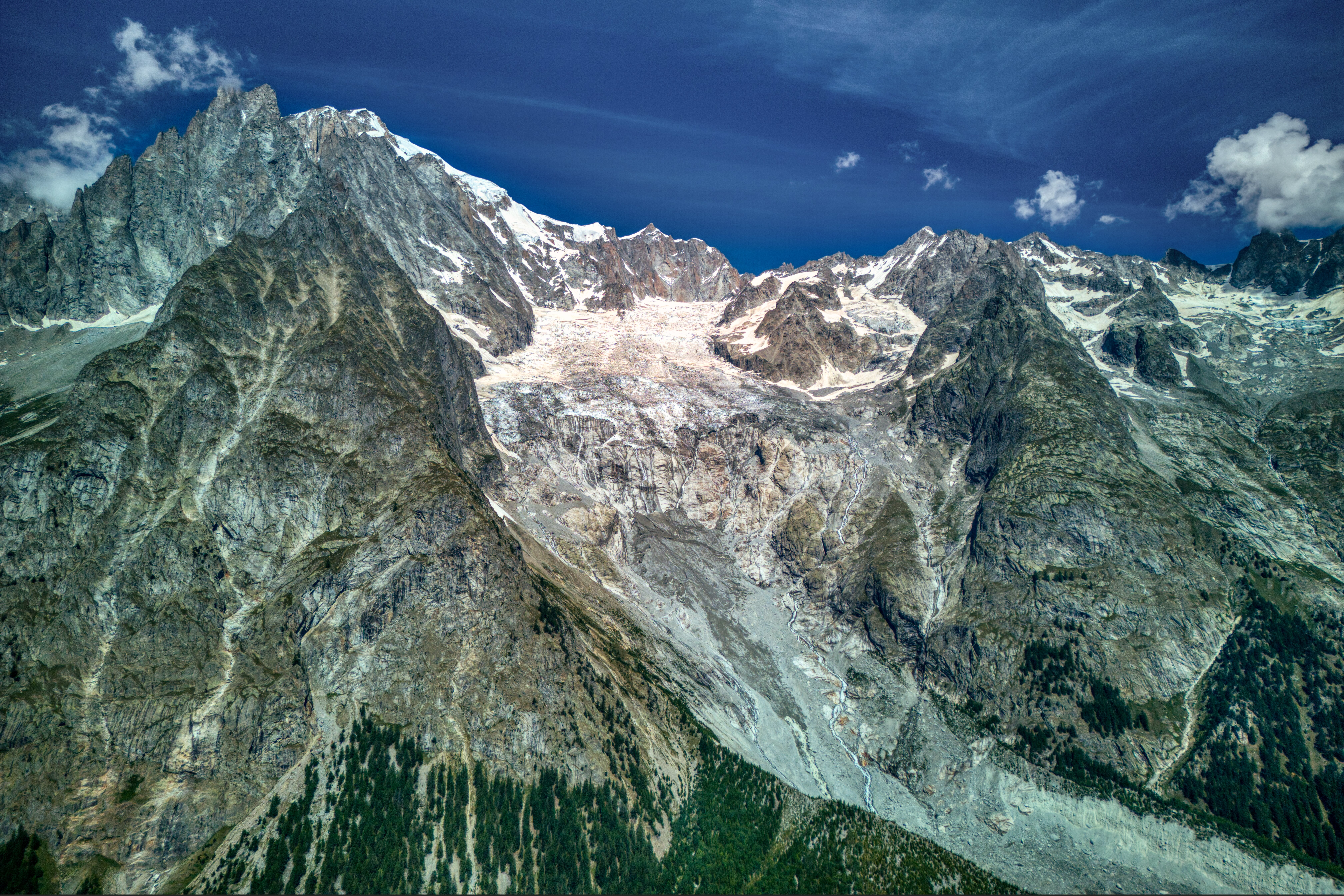
Il ghiacciaio della Brenva

### Ghiacciai

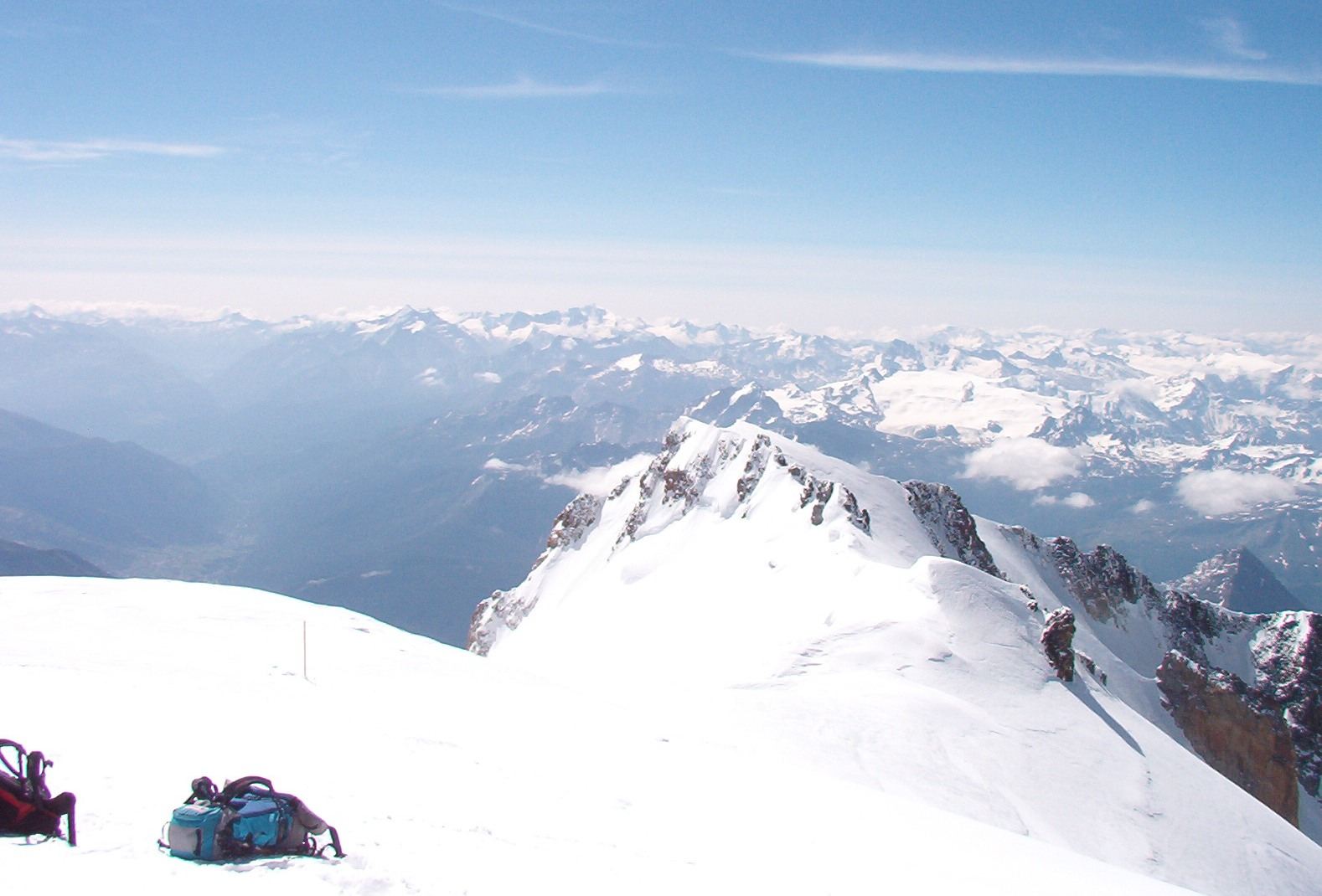
Il Monte Bianco di Courmayeur visto dalla cima del Bianco

Il massiccio del Bianco è una delle più vaste zone alpine ricoperte dai ghiacci e i suoi ghiacciai, in tutto 65, occupano un'area di 165 km². I più estesi sono localizzati sul versante francese dove i pendii sono meno ripidi ed esposti a nord. Tra questi il ghiacciaio dei Bossons e la mer de Glace che arrivano fin quasi alla vallata di Chamonix. Nelle Alpi quest'ultimo è il terzo per grandezza, con circa 40 km² di estensione, dopo quello di Aletsch nelle Alpi Bernesi in Svizzera e quello del Gorner nel Monte Rosa sempre in Svizzera. Sul versante meridionale, quello italiano, sono presenti i ghiacciai del Freney, della Brenva, del Miage, del monte Bianco, del Triolet, di Pré de Bar, per citarne alcuni. Tra i paesaggi glaciali alpini, quello della Val Veny è uno dei più singolari: due imponenti fiumane gelate scendono dalla cima del Bianco fino a quota 1.200 m sul fondo della valle sbarrandone l'ingresso. Continuando nella valle stessa, un'altra lingua glaciale, quella del ghiacciaio del Miage, irrompe nella vallata occupandola per tutta la larghezza per quasi tre km di lunghezza.
Attualmente il monte Bianco è sottoposto a continui monitoraggi per meglio conoscere e capire quanto accade ai ghiacci sulla calotta sommitale. A causa del riscaldamento globale e del conseguente generalizzato incremento termico, da alcuni decenni quelli del Bianco (e in generale lungo tutto l'arco alpino) sono in forte regresso, specialmente i più piccoli. Secondo dati provenienti dalle più recenti ricerche, negli ultimi anni si assiste a un particolare fenomeno che fa aumentare considerevolmente la coltre ghiacciata oltre i 4.000 m, tanto che la cima del monte è aumentata di 2,15 m e tutta la calotta sommitale di 10.000 m³ di ghiaccio. Secondo i meteorologi, questo incremento è spiegato dal fatto che negli ultimi anni è aumentato il numero delle giornate caratterizzate da venti provenienti da occidente, ossia quelli che spingono verso le Alpi le perturbazioni oceaniche molto ricche di umidità. Tale umidità si trasforma in neve ad alta quota, e in pioggia a quote più basse.

### Flora e fauna

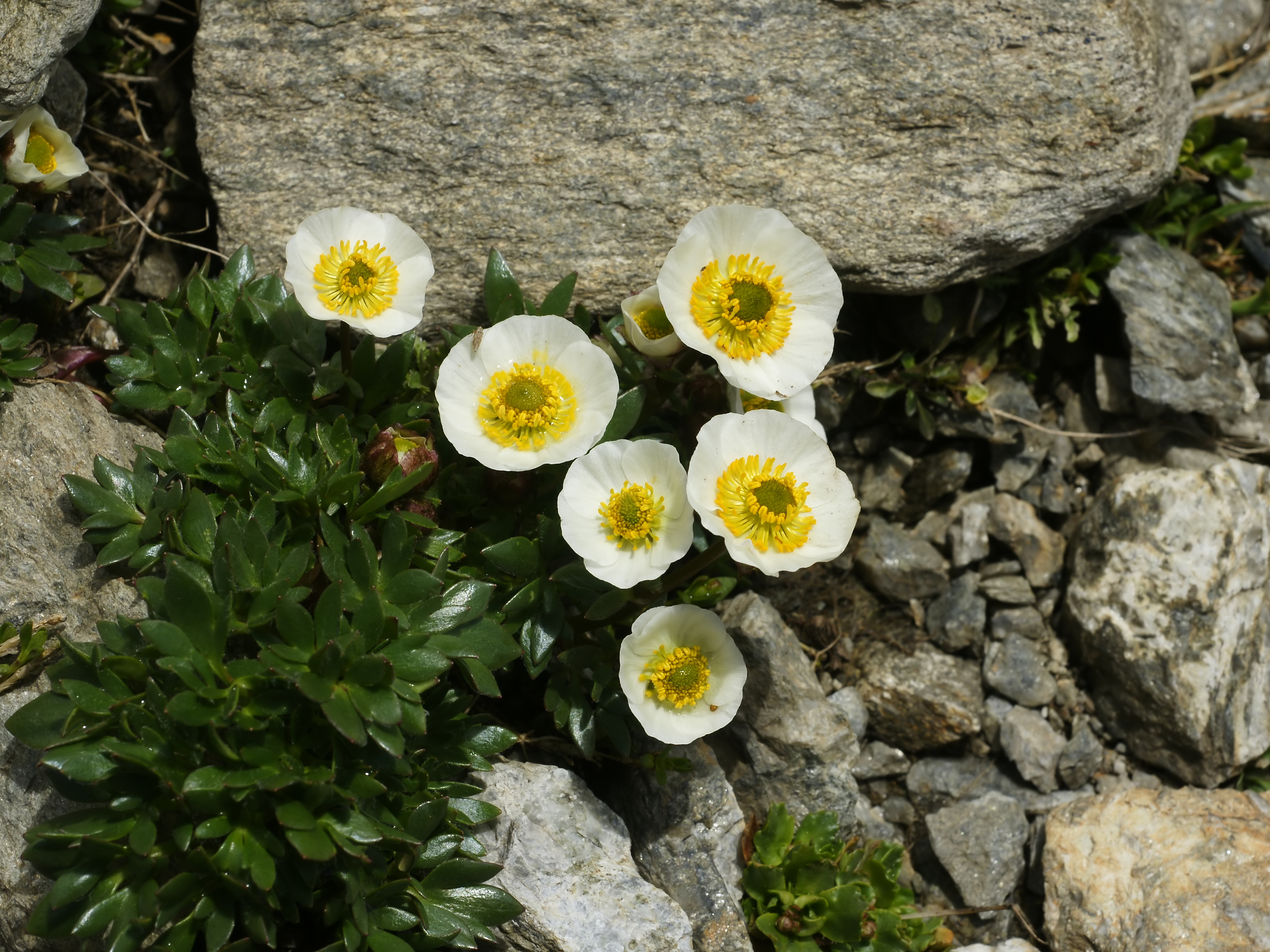
Fiori di Ranunculus glacialis

Nel territorio su cui svetta il monte Bianco i pendii delle montagne sono ripidi e levigati dai ghiacciai, con suoli prevalentemente acidi, conseguentemente l'ambiente è piuttosto povero di flora. Generalmente le nevi persistono oltre i 2.800 m di altitudine. Sulla parte ovest le prime pendici si situano sui 3.500 m mentre sull'opposto versante partono dai fondovalle valdostani. Date le condizioni estreme, la vita delle specie vegetali e animali è molto limitata, ma tra i crepacci o al riparo tra le pareti granitiche, alcune specie di piante, con estremi adattamenti all'ambiente alpino-nivale, riescono a sopravvivere sino ai 4.000 m, come il ranuncolo dei ghiacciai e l'androsace alpina. A quote leggermente inferiori si possono incontrare alcune specie del genere Saxifraga, come S. bryoides e S. oppositifolia. Mentre alle altitudini maggiori si trovano anche muschi e licheni. A quote più basse i suoli spesso originano da calcescisti, o da rocce calcaree e le condizioni di vita per le piante sono meno estreme, pur rimanendo caratteristiche di un severo ambiente di montagna.

A queste altitudini prevalgono le foreste di conifere, popolate soprattutto dall'abete rosso e dal larice, ma localmente anche dal pino cembro e dal pino uncinato. Nella prateria alpina invece si possono osservare molte specie di fiori tra cui le vistose infiorescenze gialle dell'Hugueninia tanacetifolia, una pianta endemica del settore occidentale delle Alpi, e l'Anemone narcissiflora, e ancora la genziana (Gentiana clusii), la notissima stella alpina, la rara campanula gialla. Nel sottobosco si può trovare l'orchidea scarpetta di Venere (Cypripedium calceolus), l'orchidea Dactylorhiza sambucina, il giglio martagone (Lilium martagon), l'aquilegia, la viola (Viola calcarata), e le comuni genzianelle blu (Gentiana verna e Gentiana acaulis). Interessante la presenza dell'ibrido tra la genziana purpurea (Gentiana purpurea) e la genziana punteggiata (Gentiana punctata). Salendo più in alto si incontrano arbusti come il rododendro (Rhododendron ferrugineum) e il mirtillo. Nel cuore del massiccio, a 2.175 m s.l.m. si trova il giardino botanico più alto d'Europa: il Giardino alpino Saussurea, che raccoglie e valorizza le specie naturali della flora caratteristica del Monte Bianco. 

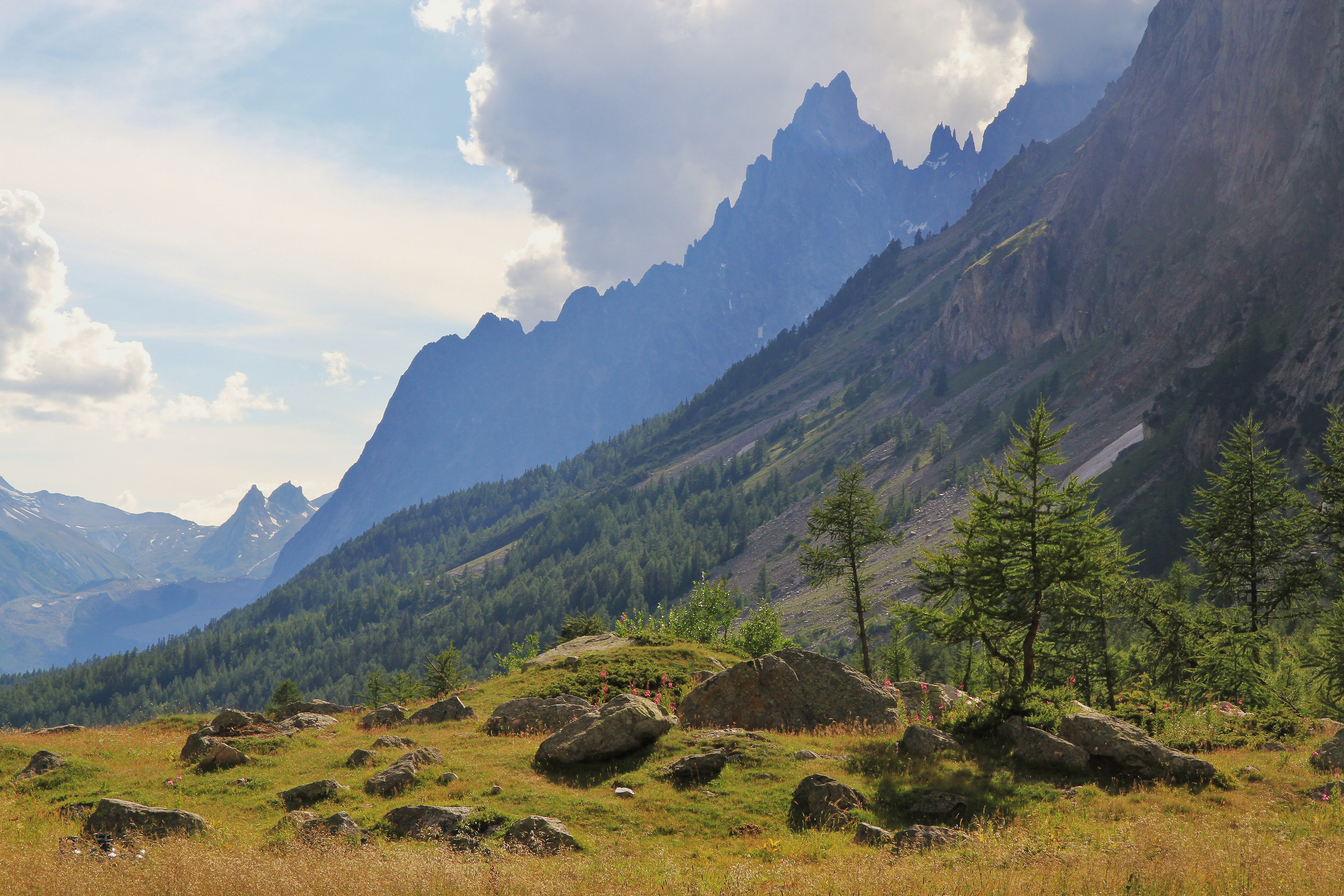
Versante sud visto dalla Val Ferret.

Prende il nome dal fiore Saussurea alpina, chiamato così in onore dello scienziato ginevrino Horace-Bénédict De Saussure, promotore della prima ascesa al monte Bianco nel 1786. 
I mammiferi non possono sopravvivere a condizioni così difficili, contrariamente a certe specie di uccelli. Ad altitudini più basse invece la fauna si presenta più ricca e variata. La vicinanza di due Parchi Nazionali (Gran Paradiso e della Vanoise) ha contribuito al mantenimento e alla diffusione di alcune specie che si erano ridotte a pochi esemplari. Tra i mammiferi si può incontrare il camoscio alpino, che frequenta sia la prateria del piano alpino sia i boschi del piano subalpino, dov'è anche possibile incontrare due grandi erbivori come il cervo e il capriolo. Le ampie pietraie del piano alpino vedono la presenza dello stambecco, dell'aquila reale e della sua principale fonte di alimentazione: la marmotta. Un animale che si incontra sia nelle praterie di alta quota sia nel fondovalle è la volpe. Il lupo è stato segnalato nel fondovalle. Nell'area del massiccio sono state osservate ben 184 specie di uccelli e circa 110 di queste sono nidificanti. Oltre all'aquila, tra i rapaci si possono avvistare la poiana, l'astore, il gheppio.
Talvolta si può osservare il volo circolare dell'avvoltoio degli agnelli, il gipeto estinto sull'arco alpino all'inizio del XX secolo e reintrodotto di recente. Sono presenti anche il fagiano di monte, il francolino di monte (nella Savoia e nel Vallese, ma non più nella Valle d'Aosta) e il corvo imperiale. Poche sono invece le specie di rettili e si trovano comunque a quote relativamente basse, tra questi la natrice dal collare, mentre dove il terreno è pietroso e soleggiato si può incontrare l'aspide.

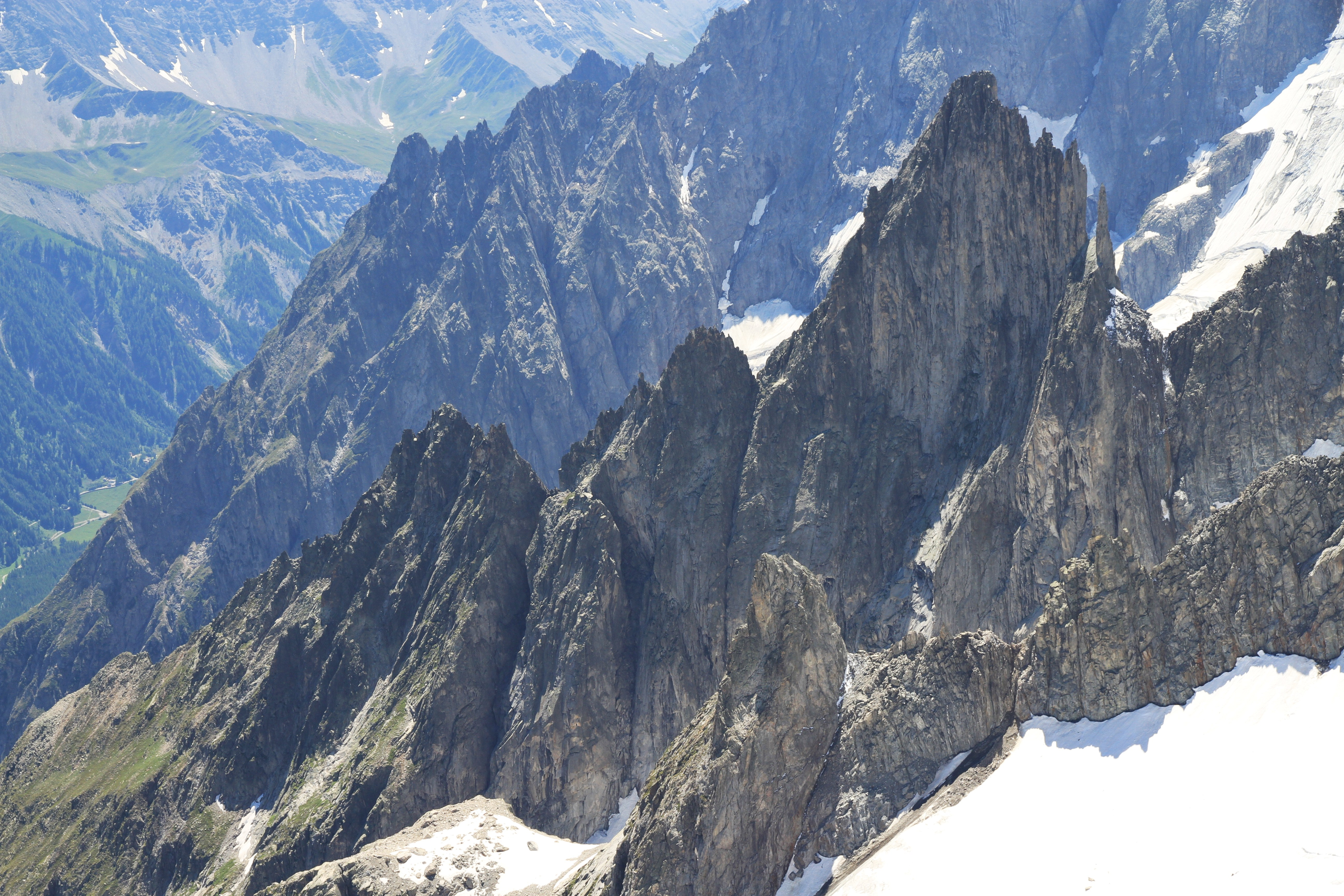
La Aiguille della Brenva posta lungo il ghiacciaio della Brenva: l'erosione delle rocce granitiche ha formato creste acuminate.

## Storia
Un antico documento curato in latino risalente al 1091 parla di una Rupes che a Chamonix veniva chiamata Alba e Rupes Alba è stato un toponimo del monte Bianco, che variò molte volte nel corso dei secoli. Si ha infatti notizia della denominazione di Says o Scez Blans nel 1319; nel 1532 di Mont Sainct Bernard; Glaciales Montes nel 1581; Mont Malay, Mont Malet o Montagne Maudite tra il 1606 e il 1743, ma anche La Glacière, Les Glacières o Les Glassières tra 1741 e il 1743. Ben visibile da Ginevra, in questa città era conosciuto sia come Montagne Maudite sia con il nome di Mont Maudit e con tale nome fu indicato su una carta geografica riguardante i territori intorno al lago Lemano, pubblicata ad Amsterdam nel 1606 a opera del cartografo ginevrino Jacques Goulart (1580-1622), mentre il nome attuale in francese apparve per la prima volta in Inghilterra nel 1744 su una carta geografica edita a Londra. A quei tempi l'intero massiccio era situato nel mezzo dei possedimenti di terraferma del Regno di Sardegna e i sovrani di Casa Savoia, futuri re d'Italia, per secoli ne erano stati i legittimi proprietari fino alla cessione della Savoia alla Francia nel 1861.

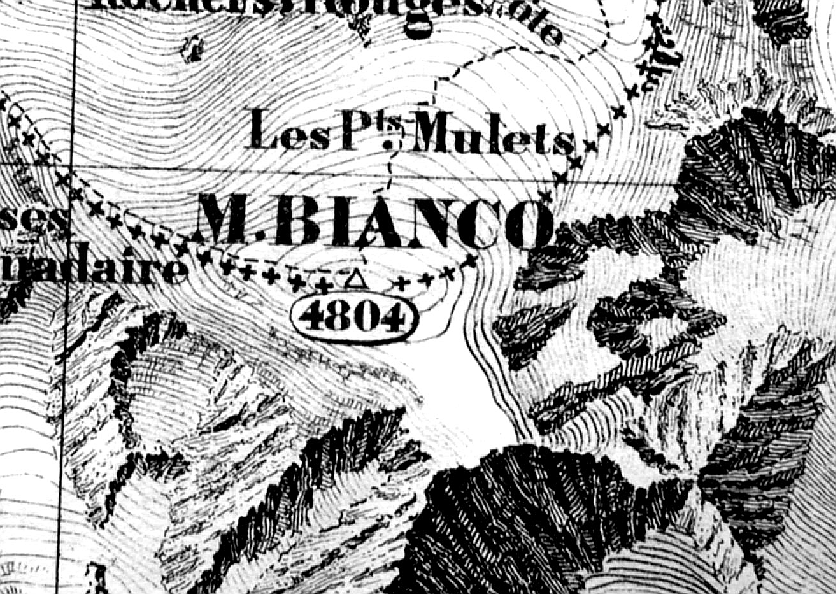
Carta topografica italiana in cui la vetta del Monte Bianco segna il confine italo-francese.

### Le disparità cartografiche

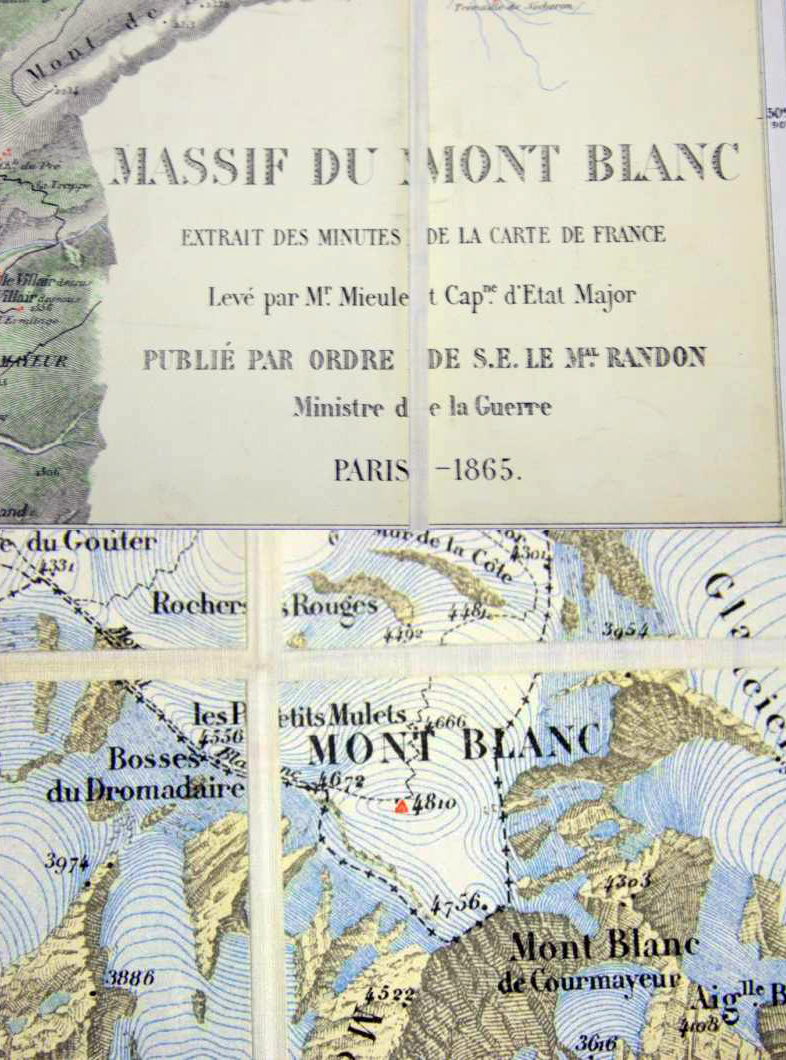
Frontespizio della carta topografica del cap. J.J. Mieulet, 1865: è dovuta a questa carta topografica la nascita delle future disparità cartografiche.

Le carte geografiche dell'I.G.N - (Institut Geographique National de France) mostrano la vetta del monte Bianco interamente in territorio francese, in netto contrasto con le carte geografiche dell'I.G.M - (Istituto Geografico Militare di Firenze), nelle quali il confine tra i due Stati passa esattamente sulla cima. Un trattato bilaterale concluso nel 1861, tuttora legalmente valido, indica inequivocabilmente la cima come frontaliera, cioè divisa a metà tra i due Stati. Il rapporto sulle deportazioni alla frontiera afferma che il confine corre lungo la linea di cresta del massiccio, vista dalla piazza della chiesa del paese di Courmayeur. Tuttavia, la vetta del Monte Bianco non è visibile da Courmayeur, perché troppo profonda; la linea di cresta corre più a est e più in basso, all'altezza del Monte Bianco di Courmayeur (da cui il nome). All'epoca, questo record fu mantenuto dalla Francia come base legale per il confine, sebbene nulla sia specificato nel trattato di annessione. Questo confine è ancora riportato sulle attuali carte IGN 1:25.000. La parte corrispondente al versante italiano è attribuita al comune di Saint-Gervais-les-Bains.
Tale trattato fu sospeso durante tutta la durata della seconda guerra mondiale. Il 10 febbraio 1947, con il Trattato di Parigi, le autorità francesi decisero di mettere fine alla sospensione. La Convenzione di delimitazione, dopo diversi cambiamenti, fu allora rimessa in vigore. Sul vecchio tracciato stabilito nel 1861 le autorità transalpine pretesero quattro rettificazioni.
La più importante di queste riguardava la valle del Roia, Briga Marittima, Tenda, e tre minori: una sul versante italiano del Colle del Monginevro, un'altra sul Colle del Moncenisio, e poi sul Piccolo San Bernardo. Sulla vetta del monte Bianco la frontiera non subì nessun cambiamento.
Nella seconda metà del XIX secolo, su dei rilievi effettuati da un cartografo dell'esercito francese, il capitano J. J. Mieulet, venne pubblicata in Francia una carta topografica, che arbitrariamente inglobava la vetta in territorio francese, facendo fare al confine di stato una deviazione dalla linea spartiacque, e dando in questo modo origine alle differenze con le carte pubblicate in Italia nello stesso periodo, differenze che la cartografia ufficiale italiana sin dall'inizio mai riconobbe. Secondo gli autori di un libro apparso anni fa nelle librerie italiane e francesi, la carta topografica del 1865 è un clamoroso falso storico senza alcun valore giuridico, in contrasto con gli accordi sottoscritti tra i due Stati sin dal 1860 e ribaditi nel 1947.
Nel 2002 i due enti cartografici menzionati, i rispettivi Club Alpini, le regioni frontaliere e gli Stati interessati hanno pubblicato una carta topografica condivisa. Questa nuova carta, parte del progetto Alpi senza frontiere, fa un passo avanti rispetto alle vecchie carte, ma manca ancora di chiarezza sulle vette contese e le crocette che segnano i confini appaiono volutamente distanziate, anche se le differenze con la carta "I.G.N. top 25" del 1998 sono evidenti. Nel settembre 2013 alcune guide francesi sbarrarono il passaggio alla vetta con un cancello che alcuni giorni dopo fu rimosso dagli italiani.
Dal 2017 Google Earth utilizza le cartografie dell'I.G.M. e della NATO. Quest'ultima riprende i dati da quelli italiani dell'I.G.M., basati sui passati trattati ufficiali in vigore ed è essenziale a livello militare internazionale in caso di un'eventuale disputa. Il territorio che va dal rifugio Torino sino alla vetta più alta del massiccio del monte Bianco è sotto il controllo delle autorità italiane. Con gli attuali sconvolgimenti climatici, la Protezione civile italiana ha evidenziato la necessità di un chiarimento tra le due amministrazioni in modo da evitare fraintendimenti sulle competenze riguardanti la sorveglianza del ghiacciaio sulla displuviale le cui acque, in caso di scioglimento, coinvolgerebbero totalmente il territorio italiano.

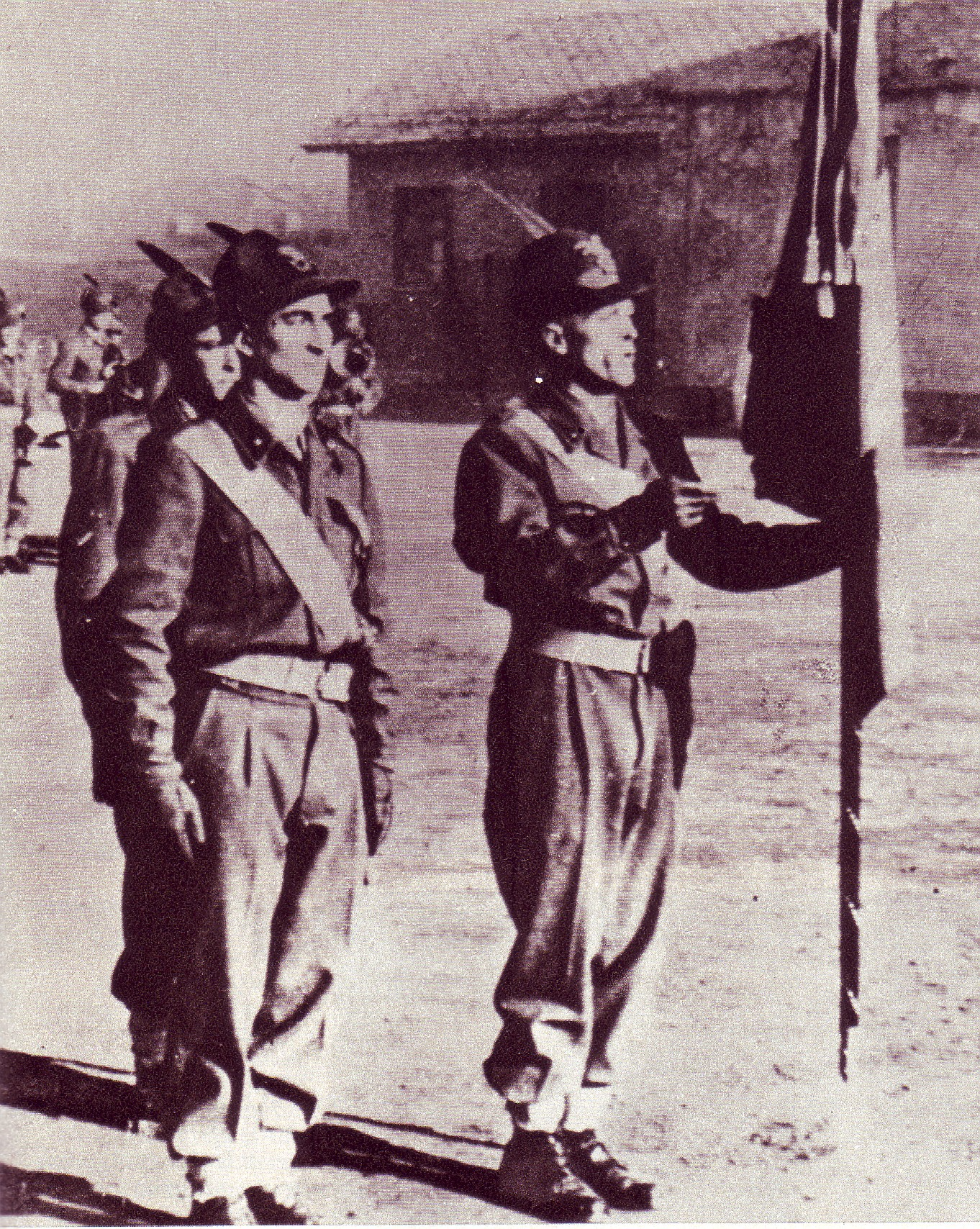
Cerimonia di riapertura della Scuola Militare Alpina di Aosta nel 1948.

### Le scuole militari
Alla fine del secolo XIX nelle nazioni dell'arco alpino vennero creati reparti speciali addestrati per la guerra in montagna. L'alpinismo entrò così a far parte della preparazione militare, insieme all'uso degli sci. Il 9 gennaio 1934 ad Aosta venne costituita la Scuola Militare di Alpinismo, con distaccamenti a La Thuile e Courmayeur. Il primo comandante della scuola fu il tenente colonnello Luigi Masini. La Francia già si era dotata nel 1932 del l'ècole de Haute Montagne (E.H.M) con sede a Chamonix. Il grandioso scenario del gruppo del Bianco fu teatro allora delle spettacolari esercitazioni delle scuole militari dei due paesi, con manovre in alta quota di reparti specializzati. Alla scuola di Aosta, diventata l'Università dell'alpinismo, affluirono dalle valli alpine italiane i nomi migliori dell'alpinismo e dello sci nazionale. In breve furono organizzate e portate a termine imprese che all'epoca destarono grande ammirazione.
Il 22 giugno 1935 oltre 200 allievi alpieri della Scuola prestarono solenne giuramento di fedeltà alla Patria e al Re sulla cima del Bianco scalandolo per vie diverse, alcune delle quali tra le più impegnative. L'anno seguente 600 uomini completamente armati attraversarono la catena delle Grandes Murailles, da Valpelline a Valtournanche. Nel 1937 una imponente esercitazione in alta quota impegnò l'intero battaglione Duca degli Abruzzi (500 uomini) che occupò tutti i valichi di confine con la Francia per risalire, per vie diverse, sulla vetta del Tetto delle Alpi. Nel 1938 fu il turno delle truppe specializzate francesi che si ritrovarono sul Bianco il 14 luglio.
La Scuola Militare di Alpinismo di Aosta divenne in pochi anni famosa e conosciuta a livello internazionale. Successivamente, relativamente proprio al Monte Bianco, venne istituito il Reparto Autonomo Monte Bianco, costituito dagli elementi migliori degli alpini. Il compito del reparto (corrispondente come organico a una compagnia) era di presidiare la zona del Bianco dal Colle della Seigne al Col Ferret. Per meglio organizzarlo, fu diviso in tre schieramenti comandati da nomi celebri dell'alpinismo italiano come Giusto Gervasutti (il Miage), Renato Chabod (il Gigante) ed Emanuele Andreis (il Ferret). La scuola partecipò fin dagli esordi a eventi agonistici nell'ambito degli sport invernali e vinse nel 1936 a Garmisch la gara olimpica di pattuglia militare. Nel triennio 1935-1937 vinse inoltre il Trofeo Mezzalama di sci alpinismo.

### Le battaglie del Monte Bianco

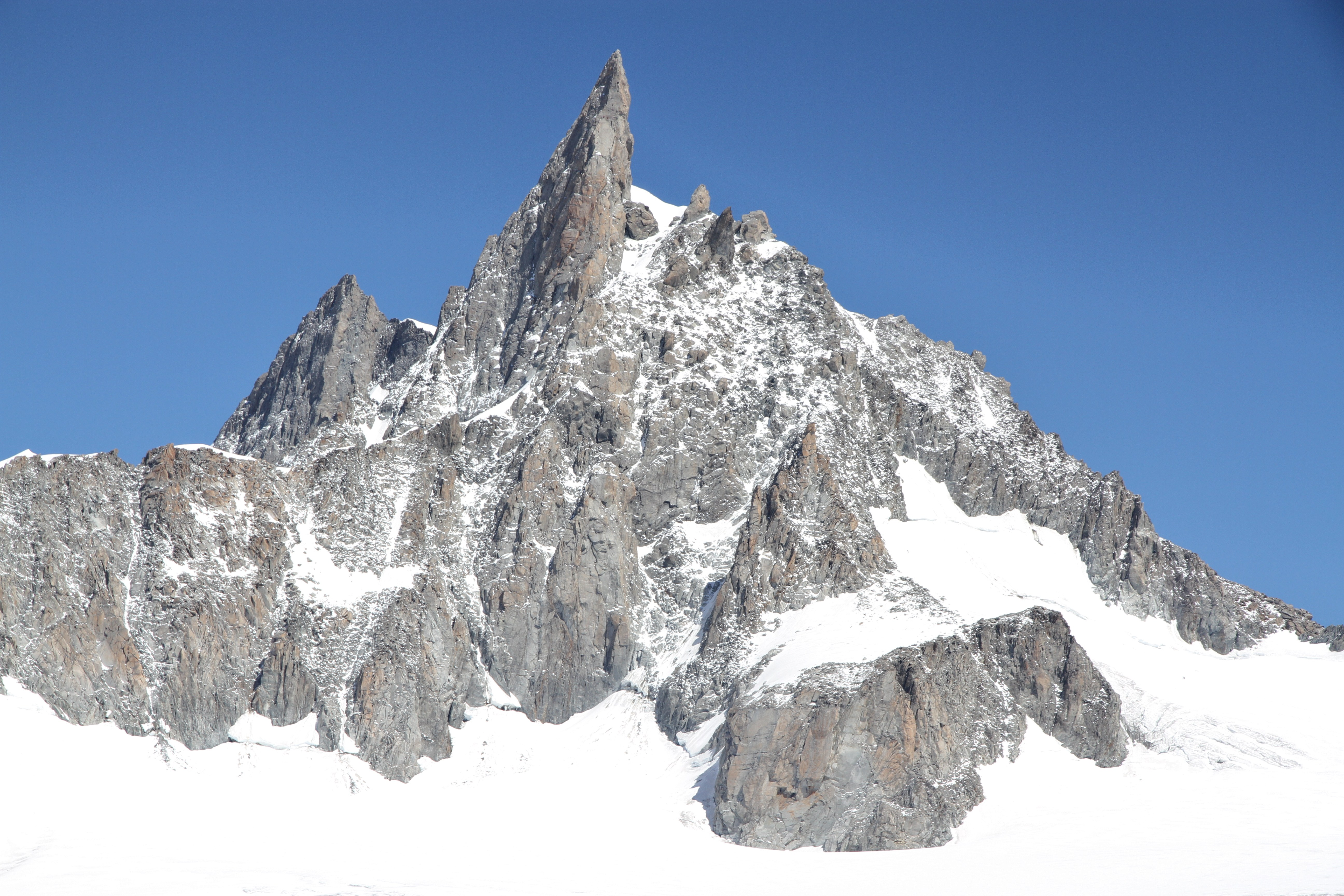
Il Dente del Gigante

Nel corso della seconda guerra mondiale il monte Bianco divenne il campo di battaglia d'Europa più alto in quota. Prima il rifugio Torino (3375 m), poi il col du Midi (3564 m) furono teatro di sanguinosi scontri tra soldati tedeschi e partigiani francesi e italiani. Ancora prima, nel 1940, Benito Mussolini, fino ad allora non belligerante, persuaso che il conflitto stava terminando, dichiarò guerra alla Francia. Il 10 giugno 1940 il 5º Reggimento alpini e il Battaglione Duca degli Abruzzi sferrarono l'attacco partendo dalle pendici del Bianco, in Val Veny, verso il col della Seigne, incontrando oltrefrontiera una forte resistenza nelle fortificazioni francesi a Sélonges in Val de Glaciers.
Le ostilità sul fronte occidentale durarono poco tempo e 14 giorni dopo, con l'armistizio del 24 giugno 1940, le operazioni si fermarono impedendo ulteriori avanzate italiane. Quattro anni più tardi, dopo lo sbarco alleato in Normandia e quello in Provenza nell'agosto del 1944, i tedeschi (Wehrmacht) iniziarono il ripiegamento verso la Germania risalendo la valle del Rodano inseguiti dagli americani della 7ª Armata del generale Alexander Patch e dai francesi del generale Jean de Lattre de Tassigny. Alla Resistenza francese gli americani assicuravano rifornimenti di viveri e armi. Dal cielo piovevano in Savoia contenitori pieni di fucili, mitra, pistole, bombe, bazooka, granate, munizioni di ogni tipo. Il 13 agosto il comando delle forze libere francesi chiese il sostegno della Resistenza valdostana per la liberazione della Savoia.
Dopo violenti combattimenti il presidio di Chamonix si arrese il 17 agosto. Due mesi dopo, in ottobre, a difesa del Massiccio fu creato in Francia il battaglione Mont Blanc, formato da tre compagnie nelle quali confluirono le formazioni di partigiani dell'alta Valle dell'Arve, guide di Chamonix, maestri di sci e guide del C.A.F. (Club Alpin Français). Il loro compito era quello di occupare e presidiare i rifugi di alta quota. Al rifugio Simond, al col du Midi, fu inviata una sezione di S.E.S (Section d'Eclaireurs-Skieurs), ossia una sezione di esploratori con sci del corpo dei Cacciatori alpini francesi al comando del tenente Jacques Rachel.

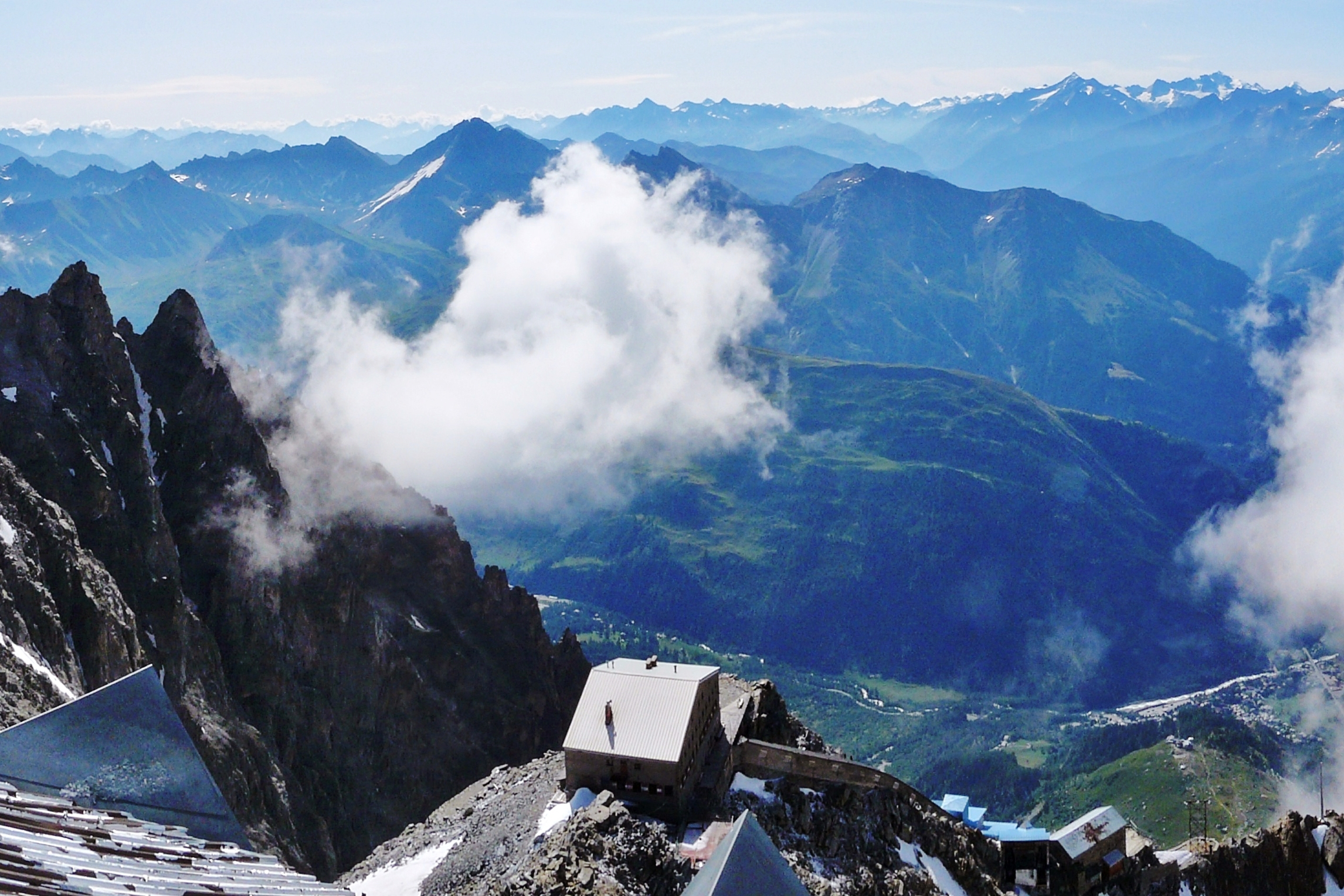
Il rifugio Torino e Courmayeur nella vallata.

### La battaglia al rifugio Torino
Approfittando della mancata presenza tedesca sul Massiccio, gli esploratori alpini occuparono il rifugio Torino, sul colle del Gigante nel versante italiano. Da quella posizione potevano vedere quanto avveniva nel fondovalle, controllando i movimenti del fronte opposto che in quel periodo si era stabilizzato sul Piccolo San Bernardo. I tedeschi, che si erano accorti della loro presenza, pianificarono un attacco per neutralizzarli. Il 2 ottobre 1944 una pattuglia formata da un ufficiale e otto Gebirgsjäger (cacciatori alpini tedeschi) salì nella notte sul colle del Gigante aspettando il momento propizio per attaccare.
Finita una bufera di neve che nel frattempo imperversava, verso le 10:30 sferrarono a sorpresa un violento attacco contro gli occupanti del rifugio che si difesero strenuamente prima di arrendersi. Nella battaglia persero la vita tre partigiani francesi e uno italiano, gli altri vennero fatti prigionieri e portati a valle. Il rifugio venne poi danneggiato per renderlo inutilizzabile dalla Resistenza. Venticinque giorni dopo la battaglia, il 27 ottobre, Sandro Pertini, futuro presidente della Repubblica, ritornando in Italia dopo l'esilio, passò la notte proprio nel rifugio Torino semidistrutto in quell'azione. Il giorno successivo i partigiani valdostani lo accompagnarono verso zone non controllate dai tedeschi.

### La battaglia al Col du Midi

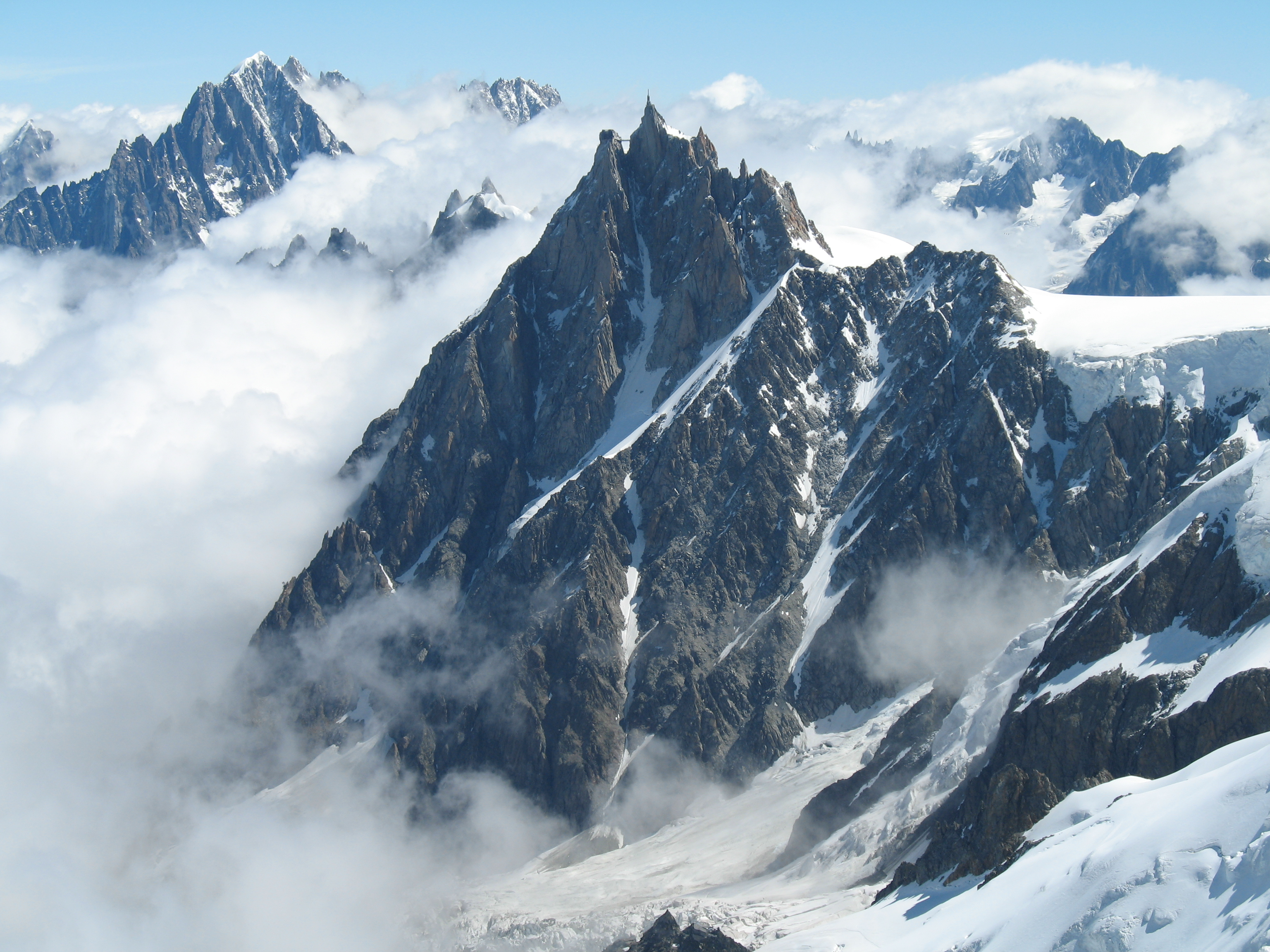
Aiguille du Midi

Nonostante l'inverno 1944-1945 fosse stato molto rigido e con un susseguirsi ininterrotto di bufere di neve sul Bianco, gli esploratori francesi si inoltravano spesso sul confine italiano per controllare i movimenti nemici e prevenire eventuali attacchi. I tedeschi consci di questa continua sorveglianza decisero di occupare la displuviale fino al rifugio Simond sul col du Midi e neutralizzare la teleferica. Dal comando tedesco fu così pianificata l'operazione Himmelfahrt ("ascensione al cielo"), sotto il comando dell'Oberleutenant Hengster, esperto alpinista, che poteva contare su 176 uomini tra ufficiali e soldati delle truppe scelte per combattimenti in alta quota. I loro movimenti e le loro esercitazioni nelle settimane precedenti l'attacco furono seguite attentamente dalla Resistenza valdostana e segnalate tempestivamente sia agli Alleati, sia via radio in patois valdostano alla Resistenza francese. Il 16 febbraio 1945 i tedeschi salirono al rifugio Torino ma il giorno stesso furono individuati dagli esploratori francesi. Il giorno dopo partì l'attacco.
I tedeschi scesero attraverso la Vallée Blanche diretti al rifugio Simond. Il loro piano prevedeva un attacco centrale sostenuto dal grosso delle forze mentre due distaccamenti investivano il col du Rognon sulla destra e sulla sinistra le rocce del Tacul. Il tenente Rachel non volle farsi sorprendere e decise di andare incontro al nemico con il quale prese contatto già nella notte. Dopo un violento scontro i francesi decisero di ritirarsi arrampicandosi sulla cresta del Rognon, ma la loro posizione si rivelò ben presto indifendibile. Ripiegarono nuovamente attraversando la Vallée Blanche sotto il tiro di una mitragliatrice tedesca. Raggiunsero le forze rimaste al col du Midi e si arroccarono rispondendo al fuoco tedesco. La radio dei tedeschi era fuori uso cosicché questi non ebbero modo di utilizzare l'artiglieria mentre la loro posizione diventava sempre più critica. Decisero di ritirarsi mentre un aereo francese, comparso improvvisamente, buttava granate dall'alto. Ripiegarono e si disposero a difesa sul colle del Gigante. L'attacco a sorpresa al rifugio Simond era fallito. I tedeschi subirono la perdita di nove soldati mentre i francesi contarono una sola perdita.

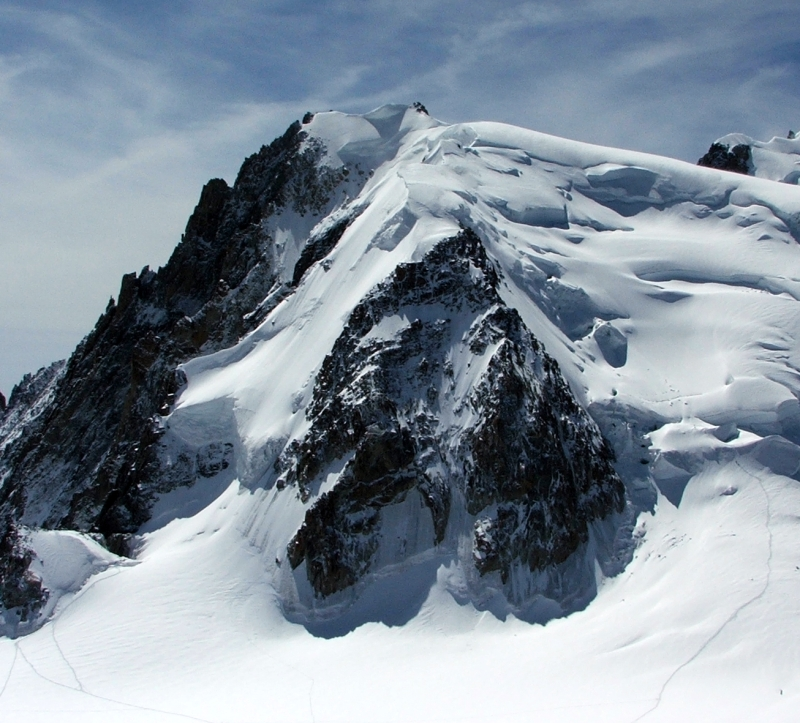
Mont Blanc du Tacul

A quel punto i Transalpini rafforzarono il loro presidio sul Col du Midi facendo arrivare mitragliatrici e due batterie da montagna. Con tali obici, senza poterla visualizzare, tentarono di colpire la funivia sul mont Fréty, quella che collegava il colle con il fondovalle, ma inutilmente. Furono loro invece bersaglio degli obici tedeschi che dal monte Fréty tirarono salve sul rifugio Simond e sulla teleferica. Riuscirono a centrarli entrambi, spezzando un cavo di sostegno della funivia e distruggendo il rifugio. Questa volta fu una battaglia di artiglierie. I francesi ripresero a sparare il giorno dopo aiutati da un aereo ricognitore che per radio dava indicazioni sulla riuscita dei tiri. Un colpo centrò il pilone di sostegno della teleferica mettendola fuori uso.

### Il caso Vincendon-Henry
Il caso Vincendon Henry fu una tragica vicenda alpinistica che coinvolse due giovani scalatori: Jean Vincendon, parigino di 24 anni, e François Henry, 22 anni, di Bruxelles.
I due partirono il 22 dicembre 1956 per passare il Capodanno sullo Sperone della Brenva, maestosa sommità rocciosa nel versante est del Monte Bianco. Durante il percorso di avvicinamento incontrano Walter Bonatti e Silvano Gheser che si avviavano verso l'ascensione invernale della Via della Poire. L'ascensione di entrambe le cordate iniziò alle 4 del mattino di Natale, orario ideale per l'itinerario di Vincendon e Henry, ma già troppo tardi per quello che avrebbero dovuto percorrere Bonatti e Gheser. Infatti, dopo qualche ora di sole le condizioni del ghiaccio peggiorarono e la cordata di Bonatti fu costretta a discendere sulla Brenva e a seguire la cordata di Vincendon.
I quattro alpinisti vennero però colti da una violenta tempesta che li costrinse a un drammatico bivacco di 18 ore a quota 4.100 m. Bonatti e Gheser riuscirono a raggiungere il rifugio Gonella dove vennero salvati, il 30 dicembre, dalle guide alpine Gigi Panei, Sergio Viotto, Cesare Gex e Albino Pennard. Gheser, colpito da gravi congelamenti, avrà alcune dita di entrambi i piedi e di una mano amputate. Vincendon e Henry, che optarono per raggiungere direttamente Chamonix, morirono dopo cinque giorni di freddo a 4000 m di altezza nell'attesa che le squadre di soccorso, bloccate dal maltempo, li prelevassero (ancora vivi li raggiungerà un elicottero che però cadrà sul ghiacciaio). I corpi dei due giovani alpinisti furono recuperati solo nel marzo del 1957. La tragedia segnerà l'istituzione del PGHM, il gruppo militare di soccorso alpino francese (Peloton spécialisé de haute montagne).

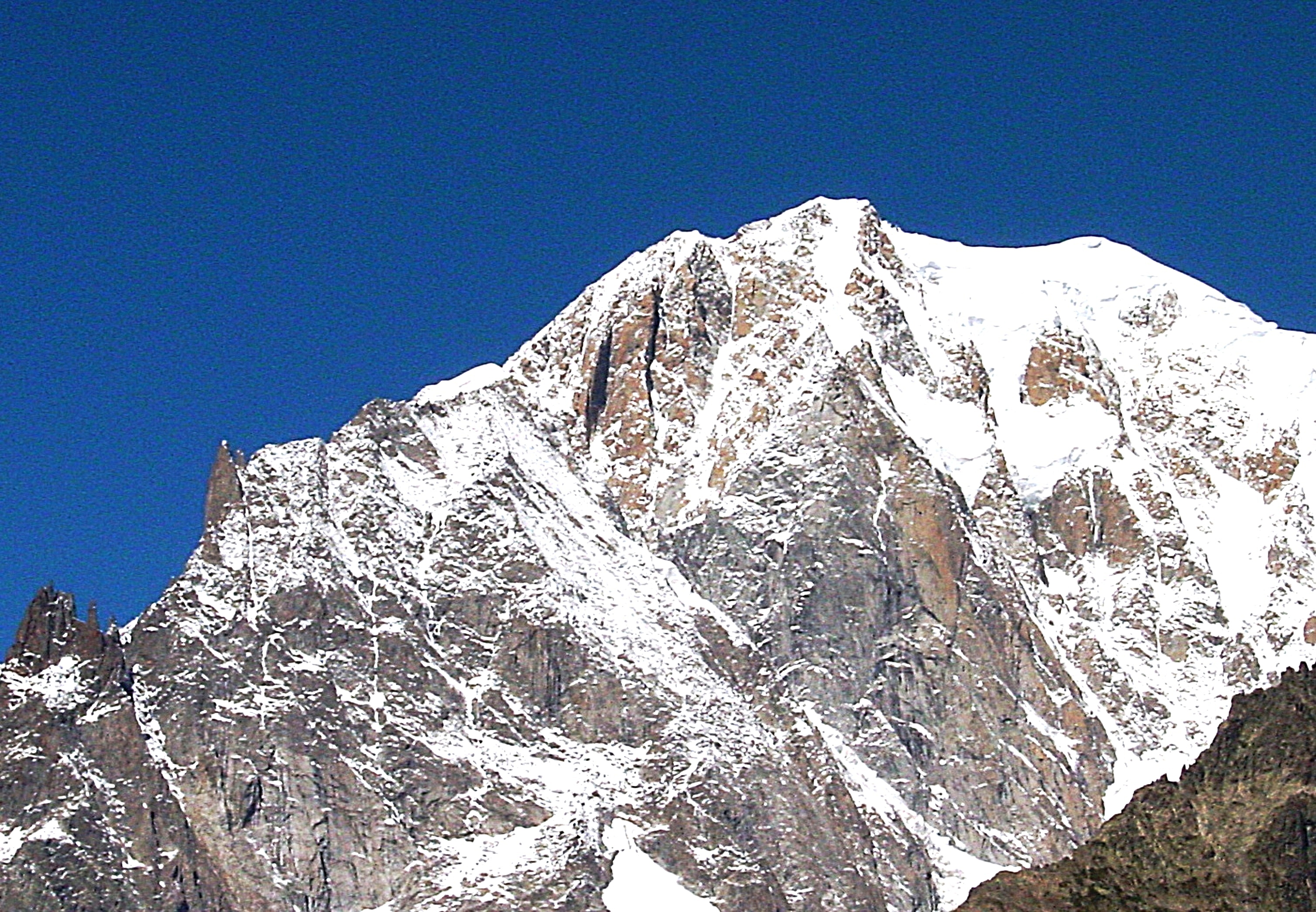
Il versante est del Monte Bianco. Da sinistra verso destra: la parete est dell'Aiguille Blanche de Peuterey, i piloni del Freney che emergono da dietro la cresta di Peuterey, la rocciosa parete est del Grand Pilier d'Angle al centro, la parete della Brenva a destra sovrastata dalla vetta del Monte Bianco.

### La tragedia del Freney
Nel mese di luglio del 1961 sul versante italiano del Bianco si consumò una delle vicende più drammatiche della storia dell'alpinismo. Il Pilone Centrale del Freney era una meta molto ambita dagli scalatori di tutto il mondo, una delle ultime non ancora conquistate. La sua parete di granito rosso era difficilissima da scalare e per molti addirittura ritenuta impossibile. Walter Bonatti e Pierre Mazeaud, già entrambi leggende dell'alpinismo, si incontrarono domenica 9 luglio al Bivacco della Fourche diretti verso lo stesso obiettivo e decisero di unire le forze per tentare la scalata insieme.
Con loro Andrea Oggioni, Roberto Gallieni, Pierre Kohlmann, Robert Guillaume e Antoine Vieille, tutti rocciatori conosciuti ed esperti. Il tempo era buono ed erano previste condizioni stabili. Dopo una giornata e mezza di avvicinamento, raggiunsero la Chandelle, ossia la cuspide sommitale del pilone, a 4.500 m di quota. Quando mancavano 120 m alla fine della scalata, la cordata fu investita da un'improvvisa bufera di neve che li bloccò sulla parete. Erano le 2 del pomeriggio di martedì 11 luglio: il tempo era cambiato velocemente come spesso accade sul Monte Bianco. Fu impossibile continuare, bisognava ritirarsi per trovare riparo nel rifugio Gamba (attuale rifugio Monzino). Le guide alpine Gigi Panei e Alberto Tassotti furono i primi a mettersi alla ricerca delle due cordate Bonatti-Mazeaud e a comprendere la disperata situazione dei sette alpinisti, dopo averne scoperto le tracce al Bivacco della Fourche. A Courmayeur accorsero giornalisti e curiosi e tutta l'Italia seguì lo sviluppo della tragedia, raccontata ora per ora in diretta televisiva e radiofonica dai giornalisti Emilio Fede e Andrea Boscione. Panei, dopo aver letto sul libro blu del rifugio il messaggio di Bonatti ("Meta il Pilastro Centrale di Freney"), si precipitò nella sede della Società delle Guide Alpine di Courmayeur, evitò Emilio Fede che avrebbe voluto intervistarlo, e andò diretto verso il consigliere delle Guide Toni Gobbi per dargli la notizia. Partirono subito i soccorsi, coordinati da Ulisse Brunod per rintracciare gli alpinisti oramai bloccati da tre giorni.
La mattina del 15 luglio, stremato dal freddo e dalla fatica, perse la vita Antoine Vieille ai Rochers Gruber, dopo 5 bivacchi in parete. Robert Guillaume, nella serata dello stesso giorno, precipitò in un crepaccio del ghiacciaio del Freney. Nella notte tra sabato e domenica 16 luglio fu Andrea Oggioni a perdere la vita sul colle dell'Innominata a soli tre quarti d'ora dal rifugio Gamba. I superstiti si avvicinavano lentamente alla salvezza, ma appena prima di giungere al rifugio Pierre Kohlmann crollò nella neve privo di vita. Alle 3 del mattino di domenica, Walter Bonatti e Gallieni giunsero finalmente al rifugio Gamba dove trovarono gli uomini delle squadre di soccorso. Subito dopo raggiunsero Mazeaud rimasto indietro, salvandolo.

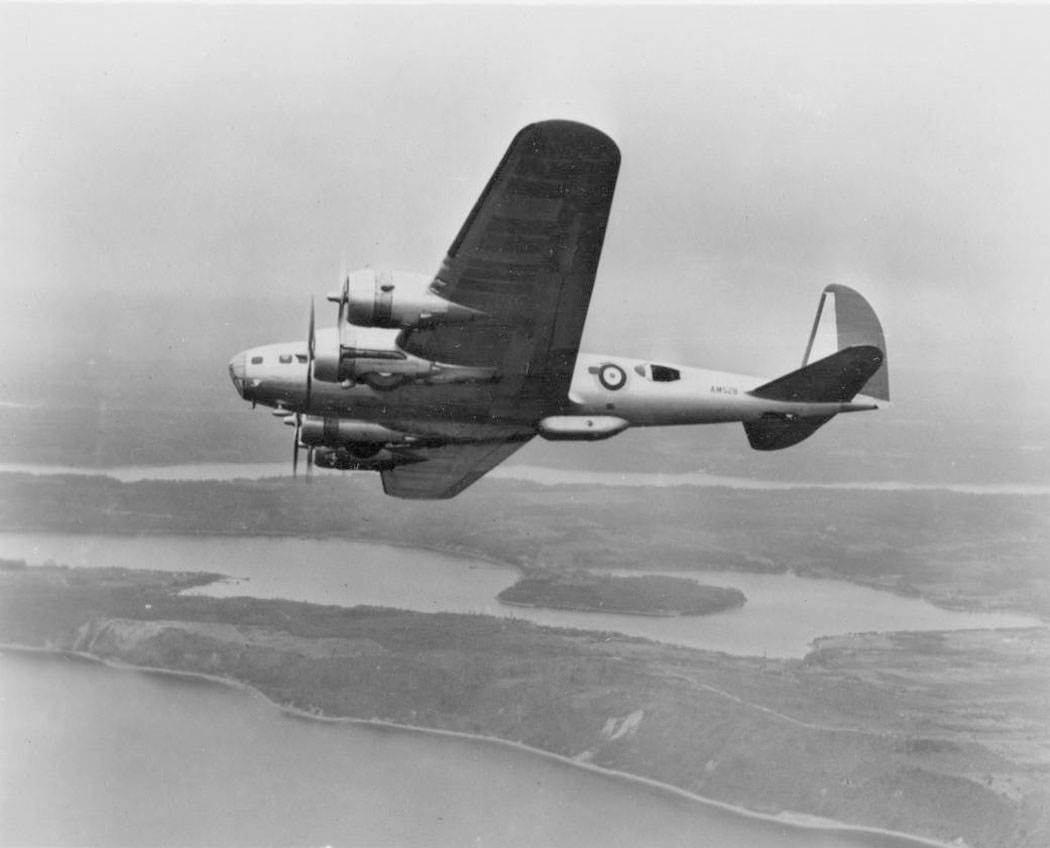
Bombardiere B17 Fortezza volante.

### Aviazione
- 11 febbraio 1914: Agénor Parmelin è il primo aviatore a sorvolare il Gruppo del Bianco[47].
- 1955: Jean Moine è il primo pilota ad atterrare sulla cima con un elicottero (un Bell 47 G).
- 23 giugno 1960: l'aviatore Henri Giraud atterra sulla cima del Monte Bianco su una "pista" lunga appena 30 m[48].
- 1973: il primo decollo dalla vetta in deltaplano fu fatta da Rudy Kishazy.
- 1982: il primo decollo in parapendio fu effettuato da Roger Fillon.
- 1º luglio 1986: Dominique Jacquet e Jean-Pascal Oron sono i primi ad atterrare con un paracadute sulla vetta.

### I disastri aerei
Sul versante italiano del Bianco, caratterizzato da aspre pareti ricadenti nel territorio comunale di Courmayeur, si sono verificati diversi incidenti aerei che hanno causato la perdita di molte vite umane. Nella loro discesa verso il fondovalle, i ghiacciai trasportano testimonianze di quelle tragedie restituendo parti di carlinghe, resti di motori e di eliche, spoglie umane e vestiario che insieme ad altri reperti aiutano a ricostruire quanto accaduto. Il 1º novembre del 1946 un bombardiere americano B17 Fortezza volante esplose sulla cresta sud-ovest dell'Aiguille des Glaciers in alta Val Veny. Era un quadrimotore di 23 m di lunghezza e 32 m di apertura alare, con numero di serie 43-39338 appartenente al 61st Troop Carrier Group di stanza in Italia. Partiva da Napoli ed era diretto verso Londra con a bordo otto passeggeri, fra i quali figuravano tre ufficiali: due tenenti colonnelli e un maggiore. Le cause non sono mai state accertate ma molto probabilmente le cattive condizioni meteorologiche ebbero un ruolo determinante. I primi relitti insieme a resti umani furono scoperti nel 1970 nei pressi del rifugio Elisabetta, trasportati dal ghiacciaio dell'Estelette. Successivamente, sul versante francese, il Glacier des Glaciers restituì altri resti di soldati americani membri dell'equipaggio.

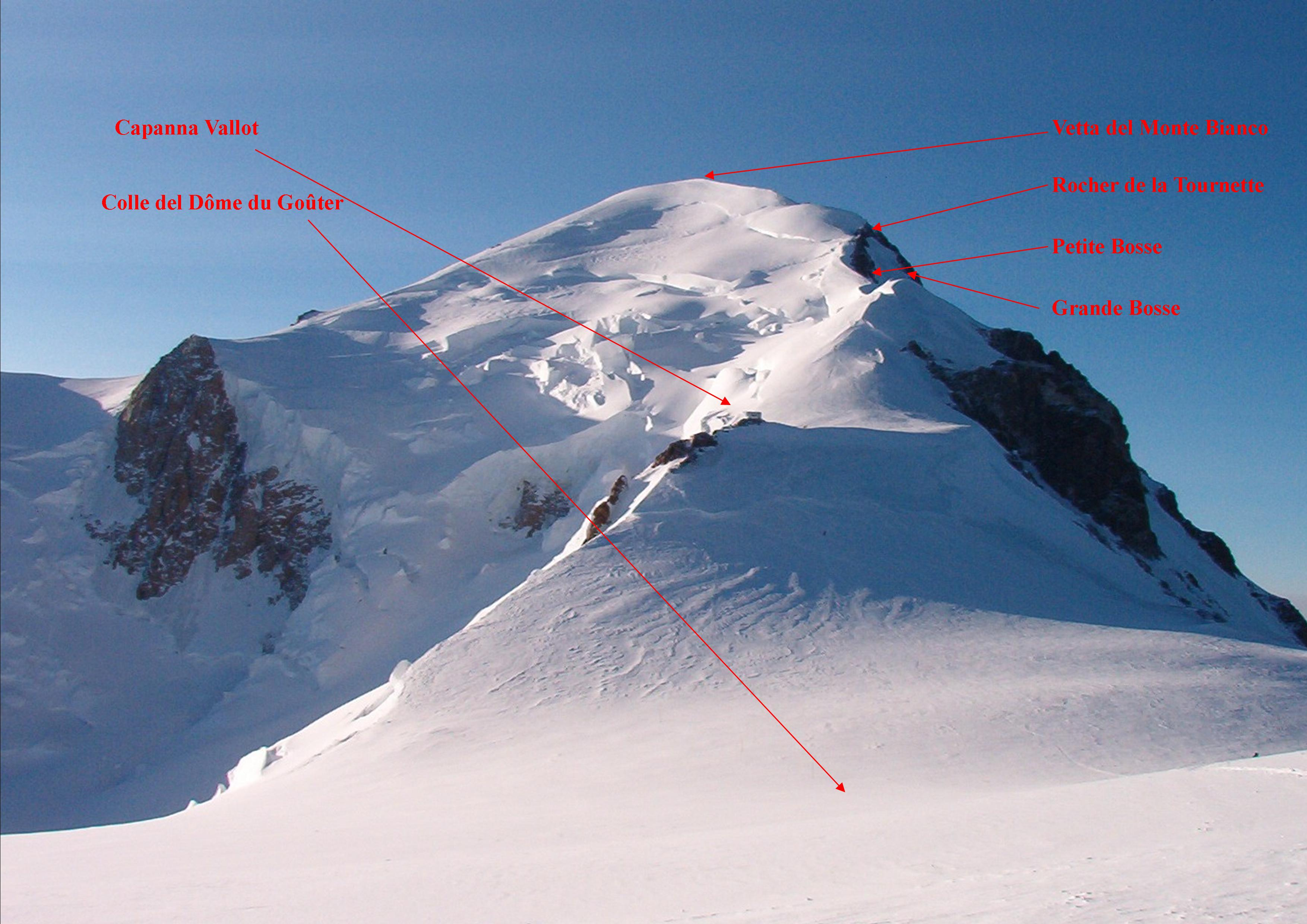
Il Malabar Princess si schiantò nei pressi del Rocher de la Tournette.

Sempre sul versante est, appena sotto la cima dove si origina il Ghiacciaio del Monte Bianco, tra il Rocher de la Tournette e il Monte Bianco di Courmayeur, due aerei della compagnia Air India si schiantarono tragicamente a distanza di sedici anni uno dall'altro. Il 3 novembre 1950, il Malabar Princess, un quadrimotore Lockheed Constellation L 749 operante sulla linea Bombay – Londra, si apprestava ad affrontare la discesa verso Ginevra dove era prevista una sosta intermedia. L'aereo era pilotato dal comandante inglese Alain R. Saint che ben conosceva la rotta. L'ultimo contatto radio avvenne alle 10:43, quando la torre di controllo di Grenoble ricevette una comunicazione dal comandante che riferiva di trovarsi sulla verticale di Voiron a 4.700 m di quota. Da allora in poi si persero i contatti. Le pessime condizioni meteorologiche rallentarono le ricerche. Una violenta bufera di neve si protrasse per due giorni impedendo ai soccorsi di avvicinarsi al luogo del disastro.
Il 5 novembre, con il miglioramento del tempo, un aereo svizzero avvistò un'ala dell'aereo conficcata nei ghiacci del versante italiano. L'aereo si era schiantato a 4.677 m d'altitudine, appena sotto la cima del Monte Bianco nei pressi del Rocher de la Tournette, della Grande Bosse e della Petite Bosse (Bosses du Dromadaire) a circa 1.000 m dalla capanna Vallot. La neve fresca di novembre complicò l'arrivo dei soccorsi aumentando la possibilità di valanghe e dissimulando crepacci. Uno di questi fu fatale per René Payot, guida di Chamonix, che perse la vita a 100 metri dal luogo dove nel 1936, per tragica coincidenza del destino, scomparve il fratello travolto da una valanga. Non si salvò nessuno dei 48 passeggeri (40 + 8 componenti dell'equipaggio) e le esatte cause non furono mai accertate. Nel 2008, una studentessa inglese, al seguito del glaciologo Tim Reyd che studiava il ghiacciaio del Miage in Val Veny, dopo essersi inoltrata per 2 km tra i crepacci, trovò affiorante tra i ghiacci un contenitore blu nel cui interno erano conservate 75 lettere del 1950 tutte dirette in America. Erano parte del carico del Malabar Princess che trasportava, oltre ai passeggeri, bauli di corrispondenza.

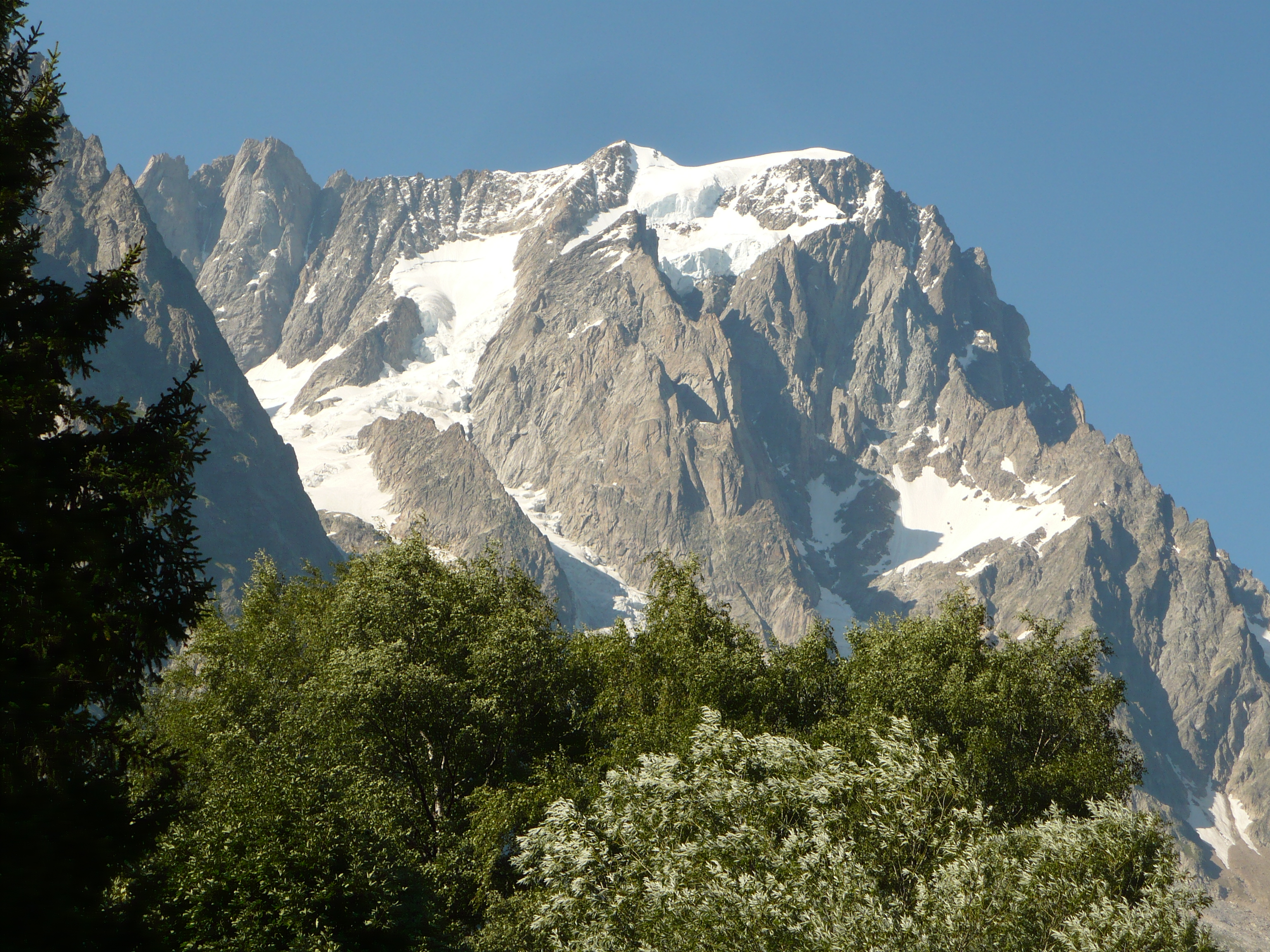
Grandes Jorasses

Il 15 settembre 1986 nel versante francese, sul ghiacciaio dei Bosson a 1.900 m di altitudine, riaffiorò tra i ghiacci uno dei motori, e un secondo fu rinvenuto il 22 settembre del 2008, a 2000 m sempre sullo stesso ghiacciaio. Il 24 gennaio 1966 la stessa sorte fu riservata al Boeing 707 Kangchenjunga, in volo sulla tratta Bombay – New York con scali intermedi a Beirut, Ginevra e Londra. L'aereo, seguito dai radar di Milano mentre si apprestava a sorvolare il Monte Bianco, improvvisamente scomparve dagli schermi. Tramite elicotteri, i soccorritori raggiunsero rapidamente il luogo del disastro. Dei 117 passeggeri non si salvò nessuno. Tra le vittime si trovava il fisico nucleare Homi Jehangir Bhabha, padre dell'atomica indiana. Nel suo cargo l'aereo trasportava 200 scimmie destinate a un laboratorio medico. Secondo le testimonianze dei soccorritori alcune sopravvissero allo schianto. Nell'estate del 1985 due alpinisti piemontesi nella loro ascesa al Monte Bianco si imbatterono nella coda del Kangchenjunga che sotto un velo luccicante di ghiaccio lasciava trasparire la silhouette di una danzatrice del ventre, simbolo della compagnia aerea. Si disse all'epoca della scomparsa dell'aereo che a bordo c'era un marajà e si fantasticò che la stiva del Boeing contenesse una grande quantità di gioielli e che l'estate successiva non pochi si cimentarono tra i ghiacci in una sorta di caccia al tesoro. Entrambi gli aerei si schiantarono quasi sulla cima e i rottami vennero disseminati dappertutto anche oltre la frontiera in territorio francese. Nel lento scorrere verso valle i ghiacci restituiscono pezzi di carlinga e delle ali, tenendo sempre vivo il ricordo di quelle tragedie.

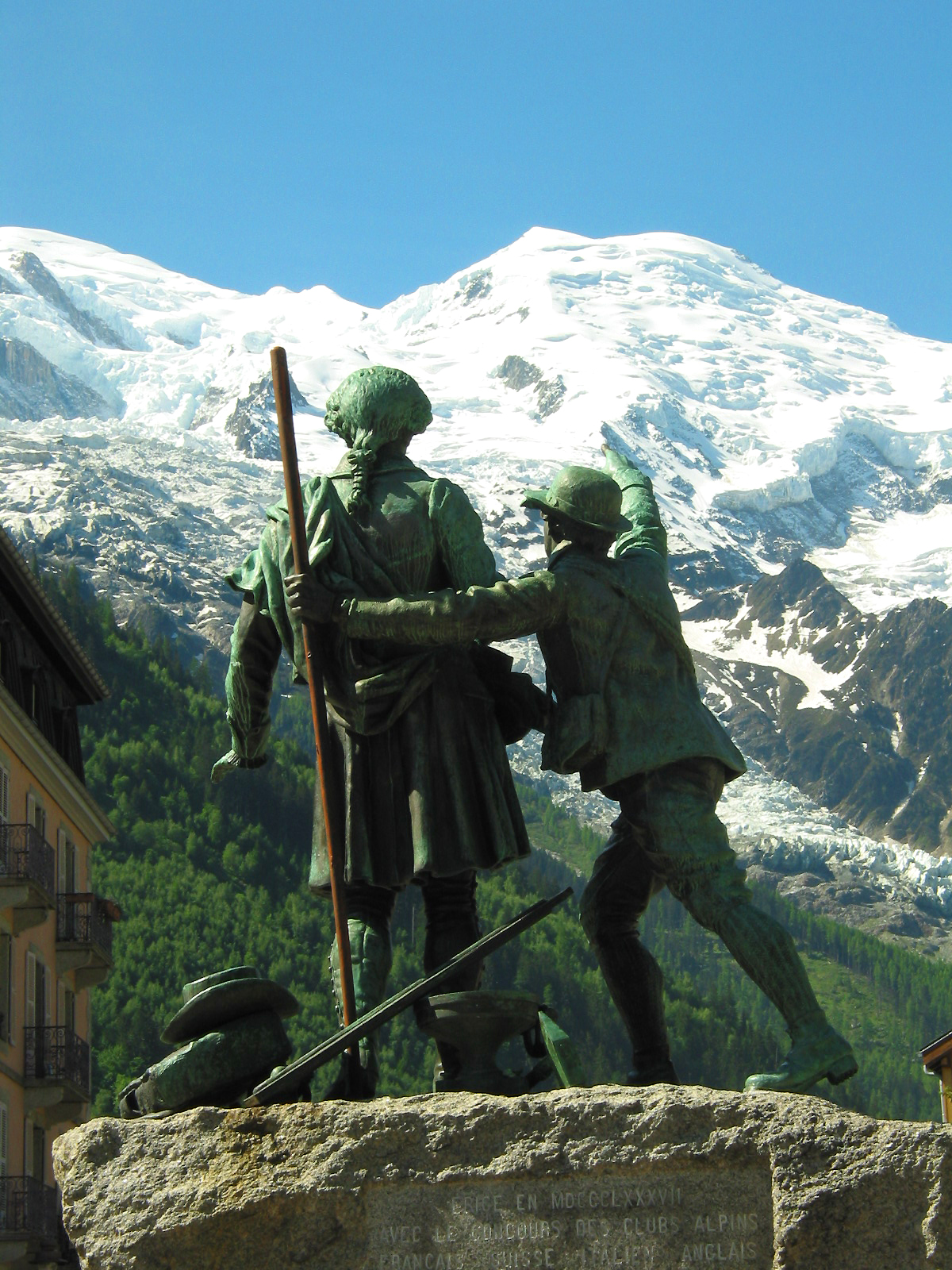
Chamonix, gruppo bronzeo con Jacques Balmat detto Mont Blanc che indica a H.B. De Saussure la strada per raggiungere la vetta

## Ascensioni

### Prima ascensione

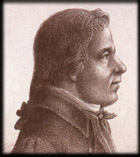
Jacques Balmat

Dopo alcuni tentativi di ricognizione effettuati insieme alla guida valdostana Jean-Laurent Jordaney a partire dal 1784, la prima ascensione fu realizzata da Jacques Balmat (24 anni, cercatore di cristalli) e da Michel Gabriel Paccard, (29 anni, medico condotto), entrambi di Chamonix. Furono sollecitati all'impresa dallo scienziato Horace-Bénédict De Saussure, il quale era solito osservarne la vetta dalla sua casa in Ginevra. Fu proprio De Saussure a promettere nel 1760 un premio di tre ghinee a chi lo avesse scalato. Passarono 26 anni prima che il suo sogno si avverasse. L'impresa era stata preceduta da alcune ricognizioni, in una delle quali Balmat si perse e fu costretto a passare la notte nella neve, eventualità allora considerata pericolosissima, tale da non lasciar speranze, per via delle temperature.
L'ascesa fu seguita costantemente con il cannocchiale dal barone prussiano Adolf Von Gersdorff che da un poggio sopra il paese di Chamonix seguiva passo per passo gli spostamenti annotandoli su un diario. Secondo i resoconti, a un certo momento della salita Balmat avrebbe voluto tornare indietro perché fortemente preoccupato per la salute della figlia di pochi giorni. Paccard, che non ne era al corrente, lo convinse a proseguire. Raggiunsero la vetta l'8 agosto 1786 alle 18:23, passando fra i Rochers Rouges, e fu Paccard il primo a calpestare la neve sulla cima dopo quattordici ore e mezza dalla partenza. Vi restarono per 34 minuti, il tempo utile per effettuare dei rilevamenti sulla pressione atmosferica, con il barometro di Torricelli, confermando le teorie di Florin Perier (cognato di Blaise Pascal), di un secolo prima, sulla riduzione esponenziale della pressione al crescere dell'altitudine. Le misurazioni servirono anche per la prima approssimativa misurazione dell'altezza della vetta, che però fu notevolmente sovrastimata. Alle 18:57 ripartirono e dopo quattro ore raggiunsero la capanna dalla quale la mattina stessa erano partiti. Vi trascorsero la notte e rientrarono a Chamonix alle 8 del mattino dove Balmat apprese la notizia della morte della figlioletta il giorno prima, a conferma dei suoi brutti presentimenti.
Dopo aver pagato il premio promesso, anche De Saussure volle raggiungere la cima. Balmat contribuì a organizzare la spedizione e a preparare due rifugi per i pernottamenti. Il 13 agosto 1787, accompagnato dal servitore personale e da 18 guide che trasportavano cibo, bevande, scale a pioli, un letto, una stufa e un laboratorio scientifico (igrometri, barometri, termometri), lo scienziato ginevrino coronò il suo sogno. Anche il re di Sardegna, Vittorio Amedeo III di Savoia, fiero per l'impresa del suo suddito, riconobbe a Balmat un premio in denaro e il diritto di posporre al nome l'appellativo «detto Mont Blanc». Paccard, a causa di gelosie e invidie, venne ben presto da tutti dimenticato. Fu lo scrittore ginevrino Marc Théodore Bourrit a diffamarlo e screditarlo e a insistere nel voler attribuire al suo compagno tutto il merito dell'impresa, anche se lo stesso Balmat, in una dichiarazione giurata, pubblicata sulla Gazzetta di Losanna disse il contrario. La relazione che Paccard preparò per la stampa in sua difesa non fu mai pubblicata e tutto fu inutile contro la campagna di diffamazione. Per molto tempo, per il mondo scientifico, de Saussure sarà il primo conquistatore del Monte Bianco con Balmat che faceva da guida. Solamente dopo il ritrovamento del diario del barone A. Von Gersdorff agli inizi del Novecento e poi di altri documenti ancora, il primato sarà definitivamente riconosciuto a Paccard.

### Prima ascensione invernale

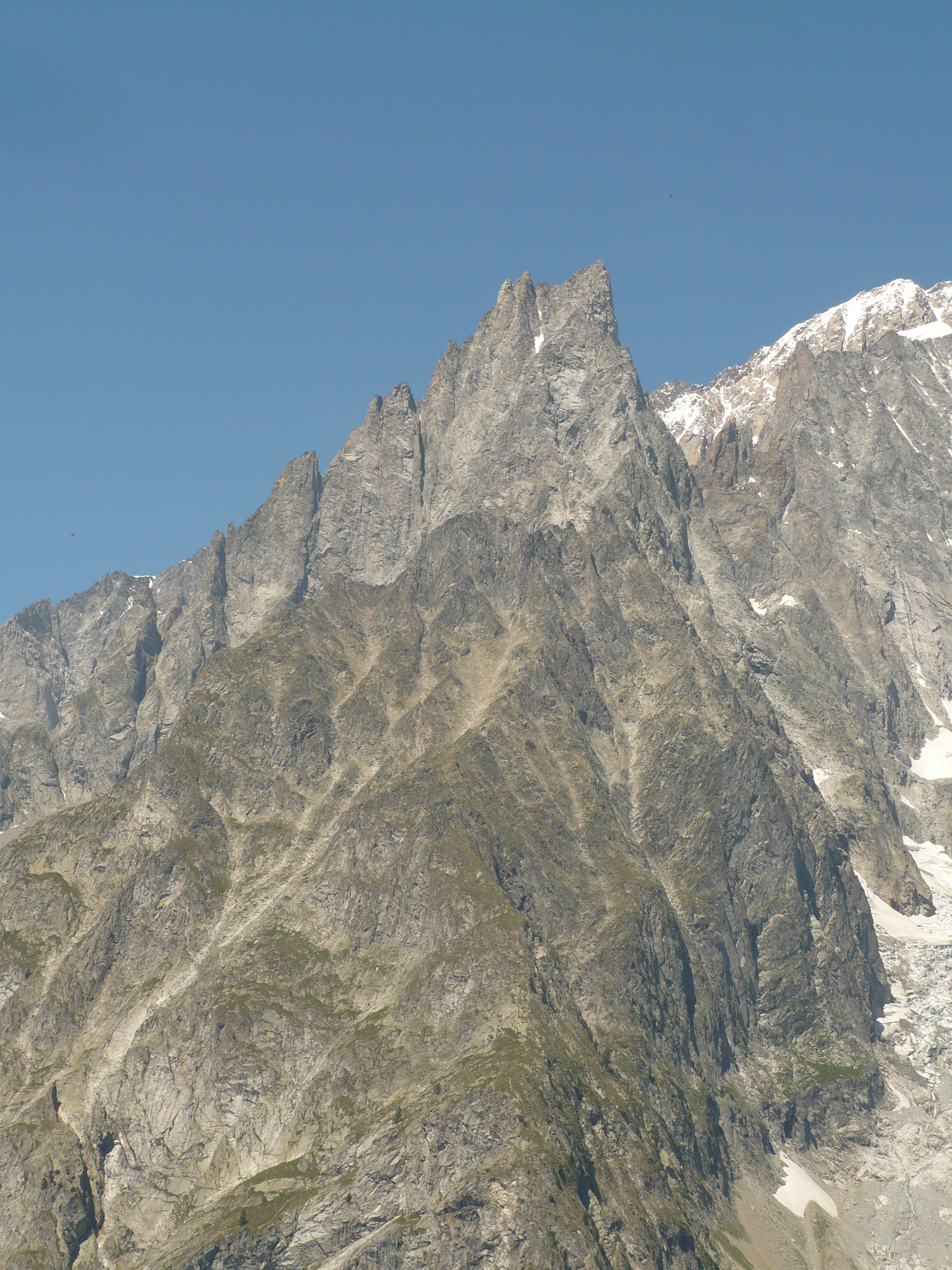
L'Aiguille Noire de Peuterey

La prima ascensione invernale assoluta fu compiuta il 31 gennaio 1876 da Miss Isabella Straton, Jean Charlet, Sylvain Couttet, per i Grand Mulets e la cresta delle Bosses. La prima traversata invernale fu compiuta il 5 gennaio 1887 da Alessandro, Corradino, Erminio e Vittorio Sella, Émile Rey, Jean Joseph, Baptiste e Daniel Maquignaz, e due portatori. Salirono per la via dei Rocher de la Tournette e discesero dai Grand Mulets in giornata.

### Prima ascensione femminile
La prima donna a raggiungere la cima fu Marie Paradis il 14 luglio 1808 accompagnata dal figlio Gédéon di 14 anni e da Jacques Balmat come guida. L'impresa le valse l'appellativo di Marie du Mont Blanc. La seconda ascensione femminile è invece stata fatta da Henriette d'Angeville il 4 settembre 1838, mentre la prima donna a fare la scalata durante il periodo invernale è stata Isabella Straton il 31 gennaio 1876 insieme a Jean Charlet, Sylvain Couttet e Michel Balmat. A Marguette Bouvier, nel 1929, si deve la prima discesa con gli sci fatta da una donna.

### Prima ascensione canina
La prima ascensione riconosciuta ufficialmente è avvenuta il 2 luglio 2023; il cane lupo cecoslovacco Numb, accompagnato dal suo compagno di scalate, l'alpinista friulano Thomas Colussa, assieme alla guida alpina Christian Casanova, percorrendo la via normale italiana, ha raggiunto la vetta del Monte Bianco a 4810 m, stabilendo di fatto il nuovo record europeo di altitudine mai raggiunta da un cane, record precedentemente detenuto da un altro cane lupo cecoslovacco, Nepal, scomparso a maggio del 2022, cane dell'alpinista Andrea Scherini, assieme al quale aveva raggiunto la Punta Zummstein, sul monte Rosa, a 4563 m.
Invece, il primo cane di cui si abbia notizia a raggiungere la cima, anche se non ufficialmente, fu il cane di Michel Belmat, guida alpina, accompagnatore anche di Isabella Straton nella prima ascensione invernale ed apritore di numerose prime vie come la prima salita al Col de la Brenva o la 1° traversata del Col de Trélatête da Sud-Est scendendo poi da Nord-Ovest.
Il 23 agosto 1837, assieme al luogotenente inglese Martin Henry Atkins, completarono con successo l'ascesa del monte Bianco; il luogotenente tenne un diario dell'ascesa e ritrasse il cane nei suoi schizzi. Il suo diario, poi trasformato in lettera, verrà poi pubblicato sotto forma di libretto. A parte però il racconto del giovane luogotenente, non ci sono altre fonti a riprova di quanto riportato. 

### Curiosità
Il 1 agosto 2020 l'atleta paralimpico Andrea Lanfri insieme all'amico e compagno di cordata Massimo Coda, per la prima volta nella storia effettuano la salita attraverso la "Via Ratti", i due alpinisti disabili che si definiscono ironicamente "due uomini e una gamba" e contano ben tre protesi in due, hanno salito la vetta del Monte Bianco in autonomia. Diventando così la prima cordata in queste condizioni a salire la vetta in autonomia.

### Record di velocità di salita e discesa

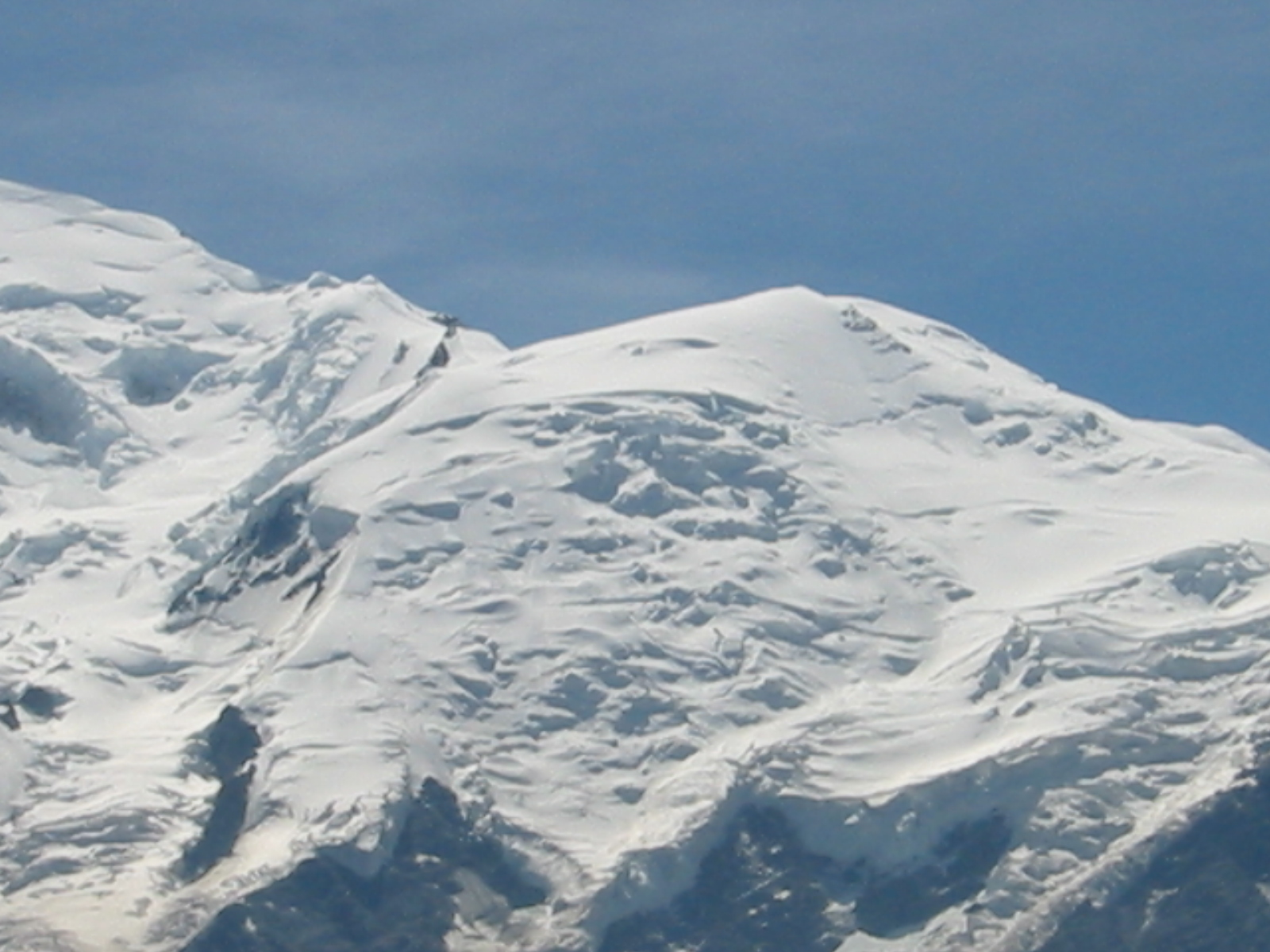
Dôme du Goûter

- Il primo record di salita e discesa da Courmayeur è stato stabilito nel 1995 in 6 ore 45 minuti e 24 secondi dall'italiano Fabio Meraldi. Il percorso ha uno sviluppo di circa 52 chilometri e un dislivello di circa 3.800 metri.[64] Tale record è stato battuto il 16 luglio 2015 dall'atleta italiano di corsa in montagna Marco De Gasperi, che ha completato il medesimo percorso di Meraldi (la Via italiana, che parte da Courmayeur e prosegue per il Piton des Italien) in 6 ore 43 minuti e 52 secondi.[65]
- Il record di salita e discesa da Chamonix è stato stabilito l'11 luglio 2013 in 4 ore 57 minuti e 40 secondi dallo spagnolo Kílian Jornet i Burgada. Partito dalla chiesa di Chamonix alle 4:46, Jornet ha impiegato 3 ore e 33 minuti per la salita e 1 ora e 24 minuti per la discesa. Il percorso ha uno sviluppo di 30 chilometri e un dislivello di 3.800 metri.[66] Jornet ha abbassato di 13 minuti il precedente record dello svizzero Pierre-André Gobet che resisteva da 23 anni: il 21 luglio 1990 Gobet aveva compiuto la salita e discesa in 5 ore 10 minuti e 14 secondi.[64]
- Il record di salita e discesa con gli sci da Chamonix è stato stabilito il 14 maggio 2013 in 5 ore e 5 minuti dal francese Mathéo Jacquemoud.[67] Jacquemoud ha abbassato di 10 minuti il precedente record di Stéphane Brosse e Pierre Gignoux, che il 30 maggio 2003 erano saliti e discesi da Chamonix con gli sci, in tandem, in 5 ore, 15 minuti e 47 secondi.[68][69]
- Il 18 settembre 2012 lo spagnolo Kílian Jornet i Burgada ha realizzato in solitaria la traversata del Monte Bianco per la cresta dell'Innominata in 8 ore e 42 minuti. Partito da Courmayeur alle 3:53, è giunto in vetta al Monte Bianco in 6 ore e 17 minuti e ha quindi raggiunto Chamonix in 2 ore e 19 minuti. Il percorso ha uno sviluppo di 42 chilometri.[70]

### Concatenamenti

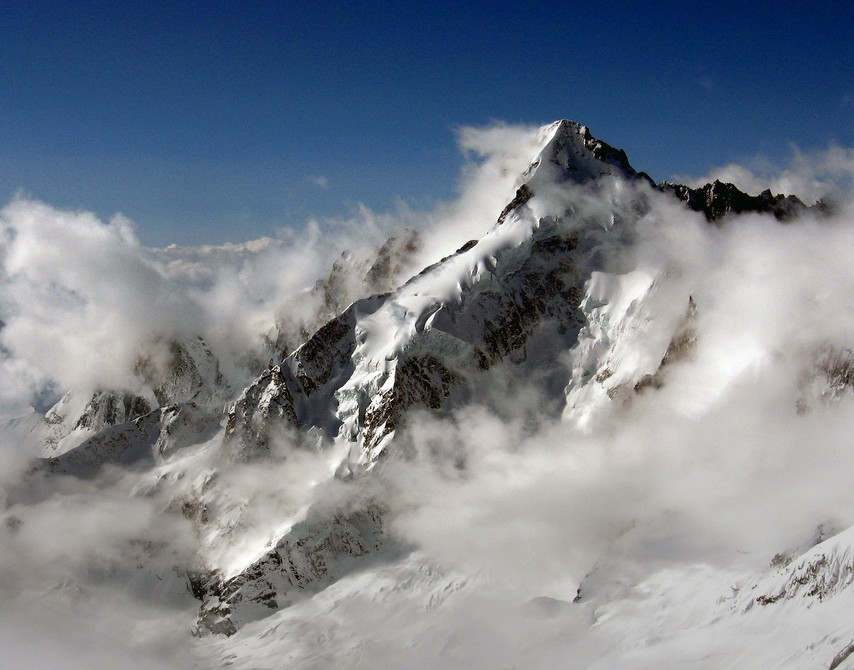
Mont Dolent

- Trilogia del Frêney: via Ratti-Vitali sull'Aiguille Noire de Peuterey, via Gervasutti-Boccalatte sul Picco Gugliermina e via classica al Pilone Centrale del Freney - 1-15 febbraio 1982 - Concatenamento realizzato da Renato Casarotto in invernale solitaria e senza depositi di rifornimenti.[71]
- Grand Pilier d'Angle e Pilone Centrale del Freney - 13 marzo 1983 - Concatenamento di Eric Escoffier della Via Boivin-Vallençant sul Grand Pilier d'Angle in tre ore e della via classica sul Pilone Centrale in dieci ore.[72]
- Quattro Piloni del Freney - 19 luglio 1984 - Concatenamento in giornata del Pilone Nord, Pilone Centrale, Pilone Nascosto e Pilone Sud di Christophe Profit e Dominique Radigue. I due hanno salito il Pilone Nord in 4h:30, la via Jöri Bardill al Pilone Centrale in cinque ore, il Pilone Nascosto in due ore e hanno concluso con il Pilone Sud.[73]
- Grand Pilier d'Angle, Pilone Centrale del Freney, Cresta dell'Innominata - 22 luglio 1984 - Concatenamento in giornata di Christophe Profit e Thierry Renault della parete nord del Grand Pilier d'Angle, delle vie Jöri Bardill e classica sul Pilone Centrale e della cresta dell'Innominata.[74]

## Vie alpinistiche
In questa sezione sono descritte le principali vie alpinistiche del Monte Bianco.

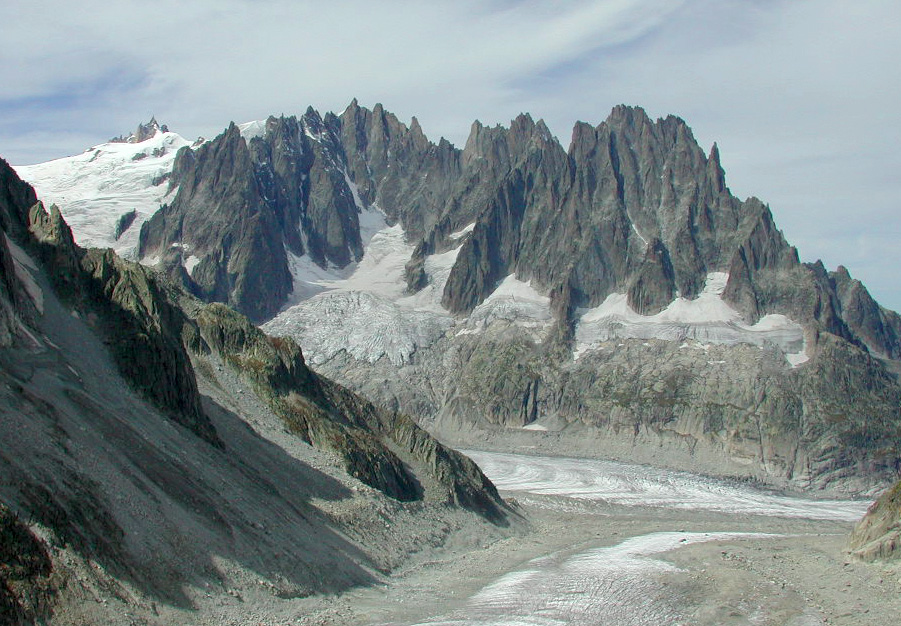
Aiguilles de Chamonix

### Vie normali
Le vie normali sono quattro:
- la via dei Grands Mulets a nord, 2.500 metri di dislivello e difficoltà PD. La prima ascensione della via dei Grands Mulets e per la cresta delle Bosses fu compiuta il 29 luglio 1859 da E. Headland, G.C. Hodgkinson, C. Hudson e G.C. Joad con Melchior Anderegg, François Couttet e altre due guide.[75]
- la via normale francese a nord-ovest, 2.450 metri di dislivello e difficoltà PD-. La prima salita di questa via, dall'Aiguille du Goûter fino al colle del Dôme, fu compiuta il 17 settembre 1784 da Jean Marie Couttet e François Cuidet.[76] L'ascensione completa per Aiguille du Goûter, il Dôme du Goûter e la cresta delle Bosses fu compiuta solo il 18 luglio 1861, più di settanta anni dopo, da Leslie Stephen e Francis Fox Tuckett con le guide Melchior Anderegg, Johann-Josef Bennen e Peter Perren.[77][78]
- la via dei Trois Mont Blanc a nord-est, 1.700 metri di dislivello e difficoltà PD+. La prima salita fu compiuta il 13 agosto 1863 da Robert William Head con le guide Julien Grange, Adolphe Orset e Jean-Marie Perrod.[79][80][81]
- la via normale italiana a sud-ovest, 3.210 metri di dislivello e difficoltà PD+. L'itinerario fu percorso per la prima volta in discesa il 1º agosto 1890 da Luigi Graselli, Giovanni Bonin e Achille Ratti, il futuro papa Pio XI, con le guide Joseph Gadin e Alexis Proment. Gli alpinisti erano saliti dallo Sperone della Tournette.[82][83][84]

### Versante sud (Frêney-Brouillard)

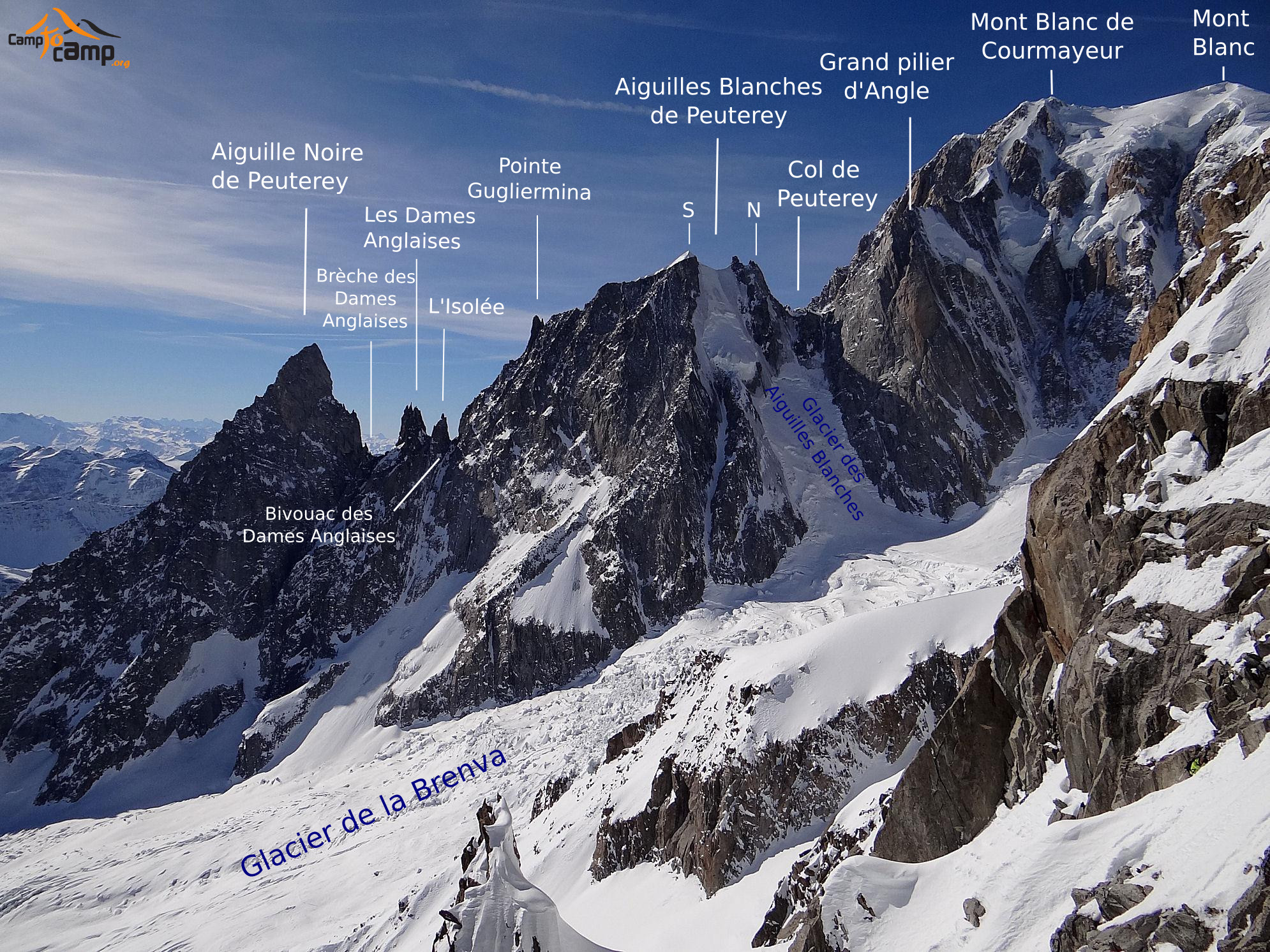
La cresta integrale di Peuterey.

#### Creste
- Cresta di Peuterey - 14-16 agosto 1893 - Prima salita di Émile Rey, Christian Klucker, César Ollier, Paul Güssfeldt.[85] La sola parte superiore della cresta di Peuterey, quella oltre il Grand Pilier d'Angle, era già stata salita da James Eccles, Michel-Clement e Alphonse Payot nel 1877, giungendo dal couloir Eccles.
- Cresta del Brouillard - 18-20 luglio 1901 - Prima salita di Giuseppe Gugliermina, Giovanni Battista Gugliermina e Joseph Brocherel.[86]
- Cresta dell'Innominata - 19-20 agosto 1920 - Prima salita di Adolphe Rey e Henri Rey, Adolf Aufdenblatten, S. L. Courtald ed E. G. Oliver, 800 m IV/D.[87]
- "Cresta dell'Innominata" - 25 marzo 1953 - Prima salita invernale di Gigi Panei e Sergio Viotto.[88]
- Cresta Integrale di Peuterey - 24-26 luglio 1953 - Prima salita di Richard Hechtel e Günther Kittelmann.[89]

#### Versante del Brouillard

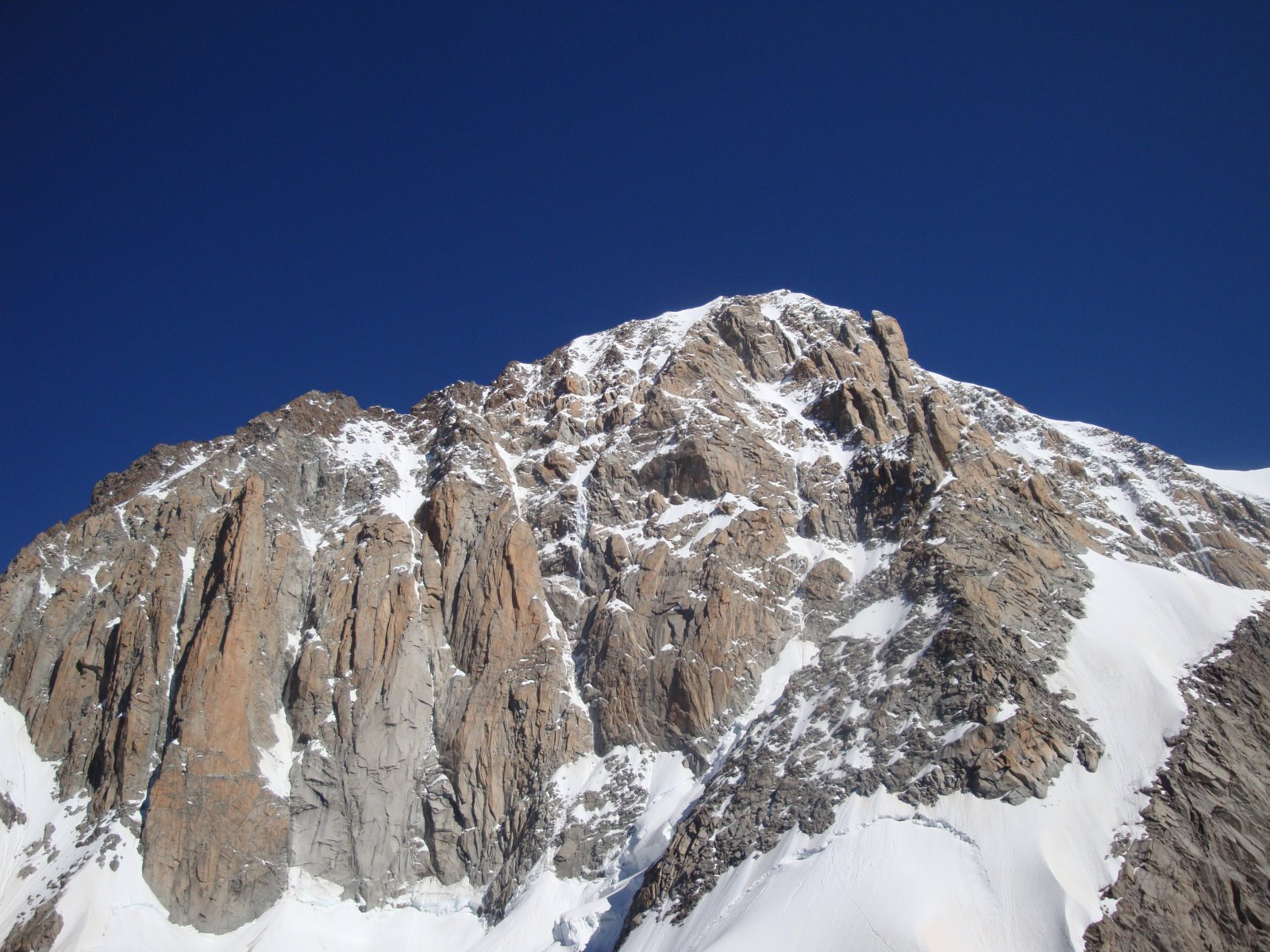
Il versante del Brouillard.

- Via Bonatti-Oggioni al Pilastro Rosso - 5-6 luglio 1959 - Prima salita di Walter Bonatti e Andrea Oggioni, 400 m/TD+.[90]
- Hypercouloir del Brouillard - 13-14 maggio 1982 - Prima salita di Patrick Gabarrou e Pierre-Alain Steiner, 700 m V/6[91]
- Direttissima Gabarrou-Long al Pilastro Rosso - 28-29 luglio 1983 - Prima salita di Patrick Gabarrou e Alexis Long, 400 m/ED+.[92]
- Hypergoulotte - 20 aprile 1984 - Prima salita di Benoît Grison e Lionel Mailly, 400 m V/6+.[93]
- Cascata di Notre Dame - 14-15 ottobre 1984 - Prima salita di Patrick Gabarrou e François Marsigny, 700 m V/6.[93]
- Innominette - 9 luglio 1985 - Prima salita di Patrick Gabarrou e Alexis Long, 700 m V/5.[94]
- Classica moderna al Pilastro di sinistra - 1º agosto 2011 - Prima salita di Hervé Barmasse, Iker Pou ed Eneko Pou, 300 m/6c.[95]

#### Versante del Frêney

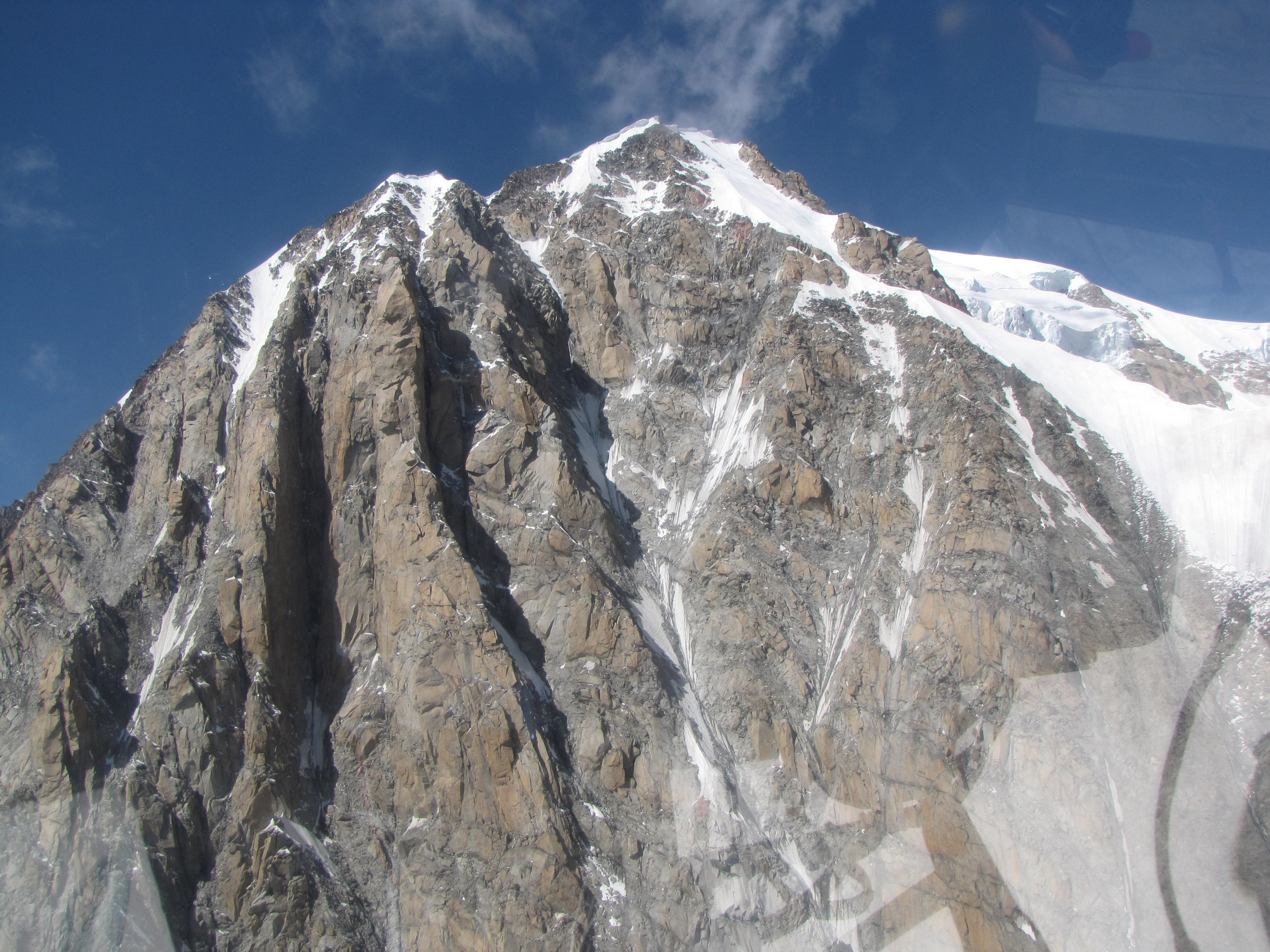
La parte superiore del versante del Frêney con ben in evidenza i piloni del Frêney, da sinistra: il Pilone Sud, il Pilone Centrale e il Pilone Nord. Il Pilone Nascosto è invece quello meno pronunciato tra il Sud e il Centrale.

- Couloir Eccles e parte superiore della cresta di Peuterey - 30-31 luglio 1877 - Prima salita di James Eccles, Michel-Clement e Alphonse Payot (prima ascensione del Monte Bianco dal versante sud).[96]
- Via Bollini-Gervasutti al Pilone Nord del Frêney - 13 agosto 1940 - Prima salita di Giusto Gervasutti e Paolo Bollini della Predosa, 700 m/TD.[97]
- Via Bonington (o via classica) al Pilone Centrale del Frêney - 27-29 agosto 1961 - Prima salita di Chris Bonington, Ian Clough, Jan Djugloz e Don Whillans, 500 m/TD+.[98]
- Via Frost-Harlin al Pilone Nascosto del Frêney - 1-2 agosto 1963 - Prima salita di Tom Frost e John Harlin, 300 m/ED.[99]
- Via Seigneur-Dubost al Pilone Sud del Frêney - 25-26 luglio 1972 - Prima salita di Yannick Seigneur e Louis Dubost. Si tratta della prima salita integrale del Pilone Sud, precedentemente salito solo parzialmente.[100]
- Gran couloir del Frêney - 30 luglio 1974 - Prima salita di Guy Albert, Jean Afanasieff, Jean Blanchard e Olivier Challéat, 850 m III/D.[101]
- Cascata del Freney - 3 settembre 1980 - Prima salita di Gian Carlo Grassi, Marco Bernardi e Renzo Luzi, 100 m IV/5+. È una cascata di 80 metri, con partenza a 4.500 m. Rappresenta l'uscita diretta del Gran couloir del Frêney.[102]
- Via Jöri Bardill al Pilone Centrale del Frêney - 10-12 agosto 1982 - Prima salita di Michel Piola, Pierre-Alain Steiner e Jöri Bardill, 500 m/ED 6c. È una via direttissima che sale lo spigolo di sinistra del Pilone Centrale.[103]
- Frêneysie Pascal - 20-21 aprile 1984 - Prima salita di Patrick Gabarrou e François Marsigny, 700 m VI/6. La via sale lungo le goulotte a destra del Pilone Centrale.[104]
- Abominette - 25 aprile 1984 - Prima salita di Patrick Gabarrou, Christophe Profit e Sylviane Tavernier, 700 m IV/3. La via sale all'estrema sinistra del versante del Frêney, tra la cresta dell'Innominata e il Pilone Sud. È la via meno difficile del versante.[105]
- Fantomastic - 4-5 aprile 1985 - Prima salita di Patrick Gabarrou e François Marsigny, 700 m V/6. La via sale lungo il couloir tra il Pilone Sud e il Pilone Nascosto.[104]
- Jean-Chri al Pilone Nascosto del Frêney - 2007 - Prima salita di Patrick Gabarrou e Christophe Dumarest di una seconda via sul Pilone Nascosto, 800 m/7a+ A1.[106]

### Versante est (Brenva)

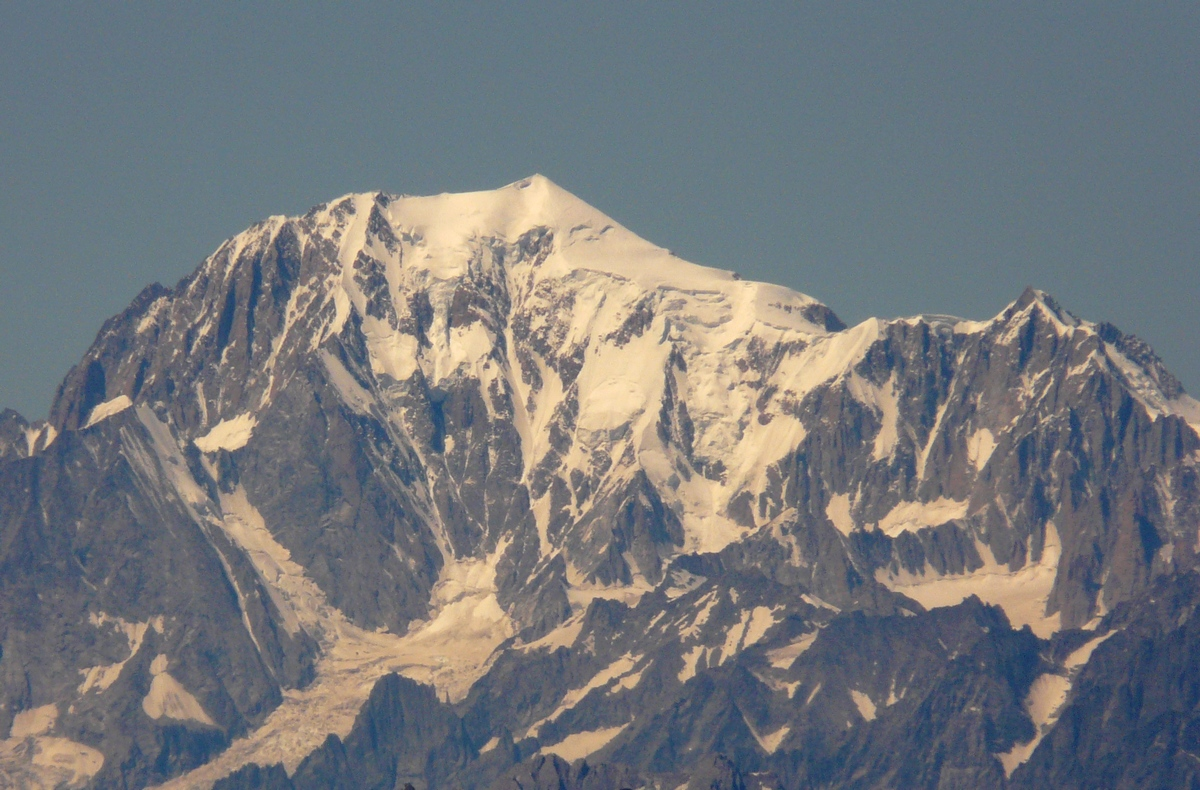
Il versante est della Brenva

- Sperone della Brenva - 15 luglio 1865 - Prima salita di Adolphus Warburton Moore, George Spencer Mathews, Frank Walker, Horace Walker e le guide Jakob Anderegg e Melchior Anderegg, 800 m IV/1, 4c.[107]
  - 6 agosto 1933 - Prima solitaria di Leopoldo Gasparotto.
  - 26 febbraio 1956 - Prima invernale di Jean Couzy e André Vialatte.
- Via della Sentinella Rossa - 1-2 settembre 1927 - Prima salita di Thomas Graham Brown e Francis Sidney Smythe, 1300 m V/D.[108]
  - 9 marzo 1961 - Prima invernale di Walter Bonatti e Gigi Panei[45].
- Via Major - 6-7 agosto 1928 - Prima salita di Thomas Graham Brown e Francis Sidney Smythe, 1300 m V/2 4b.[109]
  - 13 settembre 1959 - Prima solitaria di Walter Bonatti.
- Via della Poire - 5 agosto 1933 - Prima salita di Thomas Graham Brown, Alexander Graven e Alfred Aufdenblatten, 1300 m V/1 4c.[110]
  - 13 settembre 1959 - Prima solitaria di Carlo Mauri.
  - 8-9 febbraio 1965 - Prima invernale di Alessio Ollier, Attilio Ollier e Franco Salluard.[110]

### Versante sud-ovest
- Sperone della Tournette - 2 luglio 1872 - Prima salita di Thomas Stuart Kennedy, Jean-Antoine Carrel e Johann Fischer, 1000 m III/AD 3c.[111]
- Couloir Greloz-Roch - 9 agosto 1946 - Prima salita di Robert Gréloz, André Roch e Ruedi Schmid, 1100 m IV/AD.[112]

## Discese in sci
- Couloir Saudan - 25 giugno 1973 - Prima discesa di Sylvain Saudan. Rappresenta la prima discesa del versante sud-ovest del Monte Bianco.[111]
- Sperone della Brenva e variante Güssfeldt - 30 giugno 1973 - Prima discesa di Heini Holzer.[113]
- Gran couloir della Brenva - 28 aprile 1978 - Prima discesa di Toni Valeruz in 35 minuti. La salita è avvenuta in elicottero.[108]
- Via Major - 7 settembre 1979 - Prima discesa di Stefano De Benedetti. In salita e discesa è accompagnato a piedi da Gianni Comino.[108]
- Couloir Greloz-Roch - settembre 1980 - Prima discesa di Stefano De Benedetti.[112]
- Gran couloir del Frêney - luglio 1981 - Prima discesa di Stefano De Benedetti.[101]
- Cresta dell'Innominata - 11 giugno 1986 - Prima discesa di Stefano De Benedetti.[114]

## Economia e infrastrutture

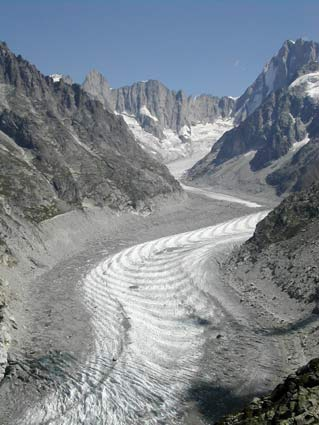
Il Mer de Glace

### Turismo
Con 15 milioni di turisti all'anno, il Monte Bianco è uno dei luoghi più visitati delle Alpi. Sin dai secoli passati il richiamo generato dalle bellezze delle montagne e delle valli che lo circondano è sempre stato notevole. A partire dal 1741, i racconti degli aristocratici inglesi William Windham e Richard Pococke sul loro viaggio sul mare di Ghiaccio si diffusero in tutta Europa destando grande curiosità. In breve tempo, ricchi turisti, per la maggior parte inglesi, giunsero negli sperduti centri montani del Regno di Sardegna per ammirare i misteriosi ghiacciai e le vette delle montagne inviolate. Quei villaggi montani sono considerati uno dei luoghi in cui il turismo stesso è nato. Dapprima il turismo invernale e poi in seguito anche quello estivo come diretta conseguenza dell'inattesa corsa alla conquista delle impervie e inviolate vette. L'inaugurazione del primo albergo a Chamonix nel 1770 diede inizio allo sviluppo dell'industria alberghiera. Seguirono gli alberghi di lusso e insieme a Courmayeur divennero luoghi di villeggiatura tra i più ricercati, frequentati da nobili, scrittori, scienziati e dai primi alpinisti, prima ancora che il turismo stesso diventasse un fenomeno di massa.

### Rifugi
I rifugi e bivacchi utilizzati per le ascensioni al Monte Bianco sono:
- Bivacco della Brenva, 3.060 m
- Bivacco Corrado Alberico - Luigi Borgna, anche detto bivacco della Fourche, 3.674 m
- Bivacco Adolfo Hess, 2.914 m.
- Bivacco Gino Rainetto, 3.047 m.
- Bivacco Marco Crippa, 3.840 m
- Capanna Borrelli-Pivano, 2.325 m
- Bivacco Gervasutti,
- Bivacco Comino, 2.430 m.
- Rifugio Dalmazzi, 2.590 m
- Bivacco Giuseppe Lampugnani, anche detto bivacco Eccles, 3.860 m
- Capanna Vallot, 4.362 m
- Rifugio des Cosmiques, 3.613 m
- Rifugio Francesco Gonella, 3.071 m
- Rifugio del Goûter, 3.817 m
- Rifugio dei Grands Mulets, 3.051 m
- Rifugio Monzino, 2.590 m
- Rifugio Quintino Sella, 3.371 m

### Guide alpine
L'ambiente del Monte Bianco, per la sua vastità e per la sua importanza storica, essendo meta di esploratori e alpinisti dalla fine del Settecento, diede un grande impulso alla nascita del mestiere di guida alpina. Qui nacquero le prime società di guide:
- la Compagnie des guides de Chamonix, nata il 24 luglio 1821, è stata la prima società di guide al mondo. Il 9 maggio 1823 tramite un manifesto della Camera dei deputati di Torino, il re di Sardegna, Carlo Felice di Savoia, ne rendeva ufficiale la sua creazione.
- la Società Guide Alpine Courmayeur, nata nel 1850, è stata la prima società di guide alpine italiana e la seconda al mondo dopo quella di Chamonix. La sua storica sede divenne nel 1929 un museo: il Museo alpino Duca degli Abruzzi dove sono raccolti importanti cimeli provenienti da spedizioni non solo nel massiccio del Monte Bianco ma anche in Tibet, nell'Himalaya, in Africa, in India. Le guide si distinsero durante i primi tentativi effettuati per raggiungere la vetta del Bianco partendo da Courmayeur, ma anche durante le scalate sul Cervino dove furono protagoniste con Jean-Antoine Carrel e Jean-Joseph Maquignaz.

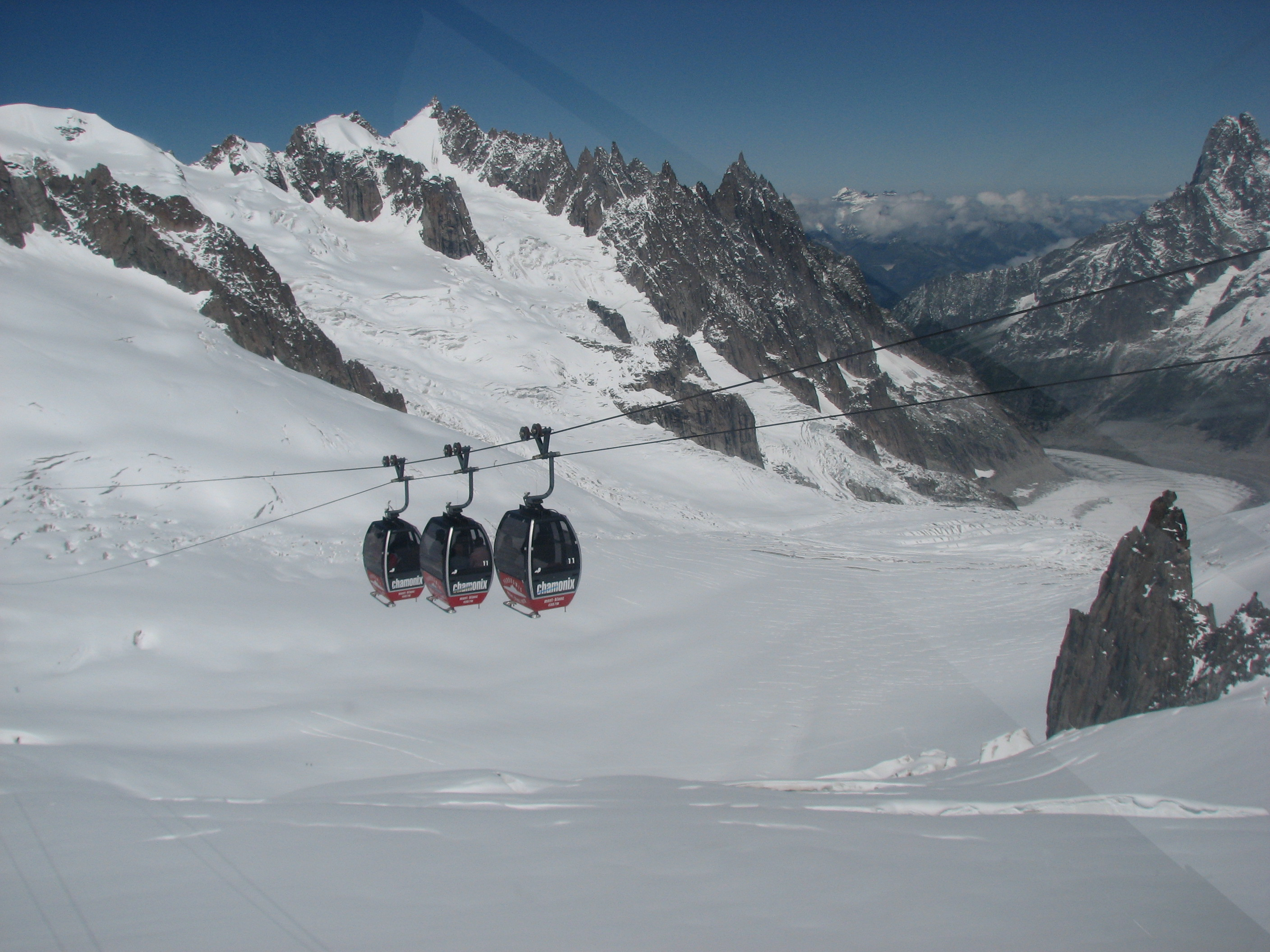
La funivia dei Ghiacciai è considerata da alcuni come l'"ottava meraviglia del mondo"

### La Funivia dei Ghiacciai
A La Palud, nelle vicinanze di Courmayeur, ha inizio il percorso della funivia del Monte Bianco progettato e ideato dall'ingegnere Dino Lora Totino. In poco meno di un'ora si può raggiungere Chamonix, in Francia, scavalcando completamente la catena delle Alpi. Concepita inizialmente per scopi prevalentemente militari, venne inaugurata nell'estate del 1947 e fino al 2015 era suddivisa in sei diversi tronconi: da La Palud si raggiunge il Pavillon di Monte Frety a quota 2.175 m; si prosegue per arrivare al rifugio Torino presso il Colle del Gigante a quota 3.330 m, (quasi 2.000 metri in undici minuti); si continua dal Colle del Gigante fino a Punta Helbronner a quota 3.462 m da dove si può godere di una vista su tutto l'arco alpino: dalla cima del Monte Bianco al Dente del Gigante, ai celebri "4.000" d'Europa come il Cervino, il Monte Rosa, la Grivola, il Gran Paradiso. Continuando da Punta Helbronner si prosegue verso l'Aiguille du Midi, il punto più alto a quota 3.842 m; dall'Aiguille du Midi è possibile scendere al Plan de L'Aiguille, a 2.137 m, per arrivare infine a Chamonix. La funivia è stata ultimata negli anni sessanta, e presenta alcune soluzioni tecniche uniche, come il pilone sospeso.
Dal 2011 sono stati effettuati lavori di ristrutturazione dell'intera tratta italiana con la costruzione di una nuova stazione di partenza e l'eliminazione di quella presso il Rifugio Torino, oltre alla sostituzione delle cabine con strutture più moderne e sicure. I lavori sono stati avviati il 10 aprile 2012 e sono terminati il 29 maggio 2015. Il 30 maggio 2015 la funivia rinnovata ha riaperto al pubblico con la nuova denominazione di SkyWay Monte Bianco. Il secondo tratto della nuova funivia porta direttamente dal Pavillon di Monte Frety alla Punta Helbronner. In tal modo si evita la tappa intermedia al rifugio Torino, per cui l'intera traversata è adesso suddivisa in solo cinque tronconi, e non più sei come in precedenza.

### La protezione del Monte Bianco
L'afflusso di così tanti turisti, benché costituisca una ricchezza, è di per sé un pericolo per l'ambiente. Le comunità valdostane, savoiarde e vallesi, con l'aiuto delle regioni e degli Stati interessati, con un approccio transfrontaliero alle problematiche relative alla protezione e valorizzazione del territorio hanno trovato un accordo per dar vita al progetto Spazio Monte Bianco. Questa iniziativa di cooperazione coinvolge 35 comuni tra Savoia, Alta Savoia, Valle d'Aosta e Vallese ed è coordinato della Conferenza Transfrontaliera Monte Bianco. Sotto la presidenza di uno dei ministri dell'ambiente, la Conferenza riunisce per ciascuna nazione 5 rappresentanti dello Stato e delle collettività territoriali. Complessivamente lo Spazio Monte Bianco occupa una superficie di circa 2.800 km² e comprende 35 comuni: 15 in Savoia e Alta Savoia, 5 in Valle d'Aosta e 15 nel Vallese. In totale l'intera area conta circa 100.000 abitanti. Recentemente il sito del Massiccio del Monte Bianco è stato candidato presso l'UNESCO per essere classificato come Patrimonio dell'umanità.

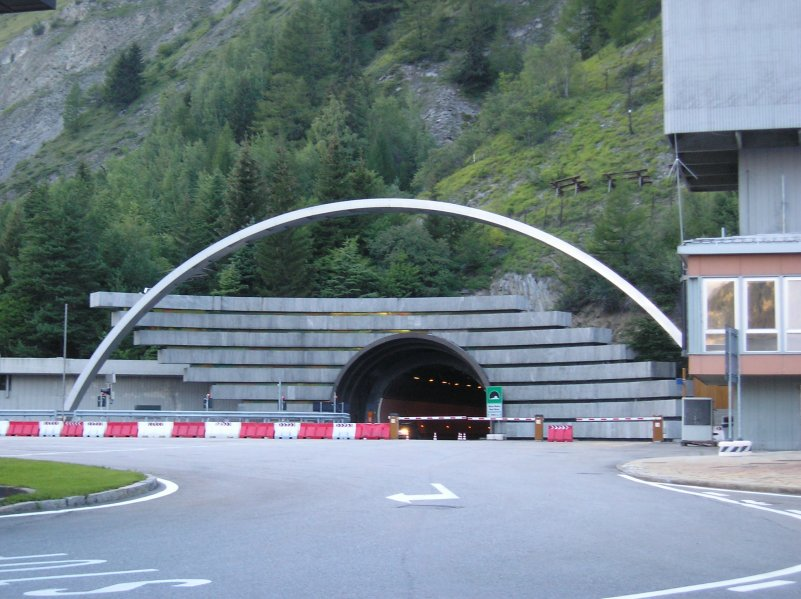
Ingresso al traforo dal Comune di Courmayeur

### Il traforo del Monte Bianco
Il traforo del Monte Bianco è un tunnel autostradale che collega Courmayeur in Valle d'Aosta (Italia) a Chamonix-Mont-Blanc in Alta Savoia (Francia). È stato costruito congiuntamente tra Italia e Francia. I lavori di costruzione ebbero inizio nel 1957 e terminarono nel 1965, anno dell'apertura. È composto da una galleria unica a doppio senso di circolazione e costituisce una delle maggiori vie di trasporto transalpino. La sua lunghezza è di 11,6 km e la parte più lunga rimane in territorio francese: 7.640 m, con 3.960 m in Italia. L'altitudine è di 1.381 m sul versante italiano, ai piedi del ghiacciaio della Brenva, mentre raggiunge a metà galleria i 1.395 m, per scendere poi ai 1.271 m sul versante francese, ai piedi del ghiacciaio dei Bossons. Il piano stradale del tunnel non è orizzontale, ma di forma concava per facilitare il deflusso dell'acqua.
Rispetto alla frontiera, il traforo passa esattamente sotto la verticale (l'aplomb) de l'Aiguille du Midi, dove lo spessore di copertura granitica raggiunge i 2.480 m, misura record per le gallerie autostradali e ferroviarie. La sua altezza è di 4,35 m e la sua larghezza di 8 m (2x3,5 m per le corsie, e 2x0,5 m di passaggio laterale). Il raddoppio del tunnel, già progettato, non è mai stato realizzato per l'opposizione degli abitanti delle valli interessate, preoccupati per un eccessivo aumento della circolazione dei camion e del conseguente inquinamento. Il traforo è stato inaugurato il 19 luglio 1965 e la sua gestione, su base paritetica, è divisa tra due società concessionarie: l'italiana S.I.T.M.B (Società italiana per il Traforo del Monte Bianco), creata il 1º settembre 1957 e la francese A.T.M.B (Autoroutes et tunnels du Mont-Blanc), creata il 30 aprile 1958. È rimasto per lungo tempo il traforo autostradale più lungo al mondo. Dal 1965 al 2004 vi hanno transitato 45 milioni di veicoli con una media di 3.083 veicoli al giorno.

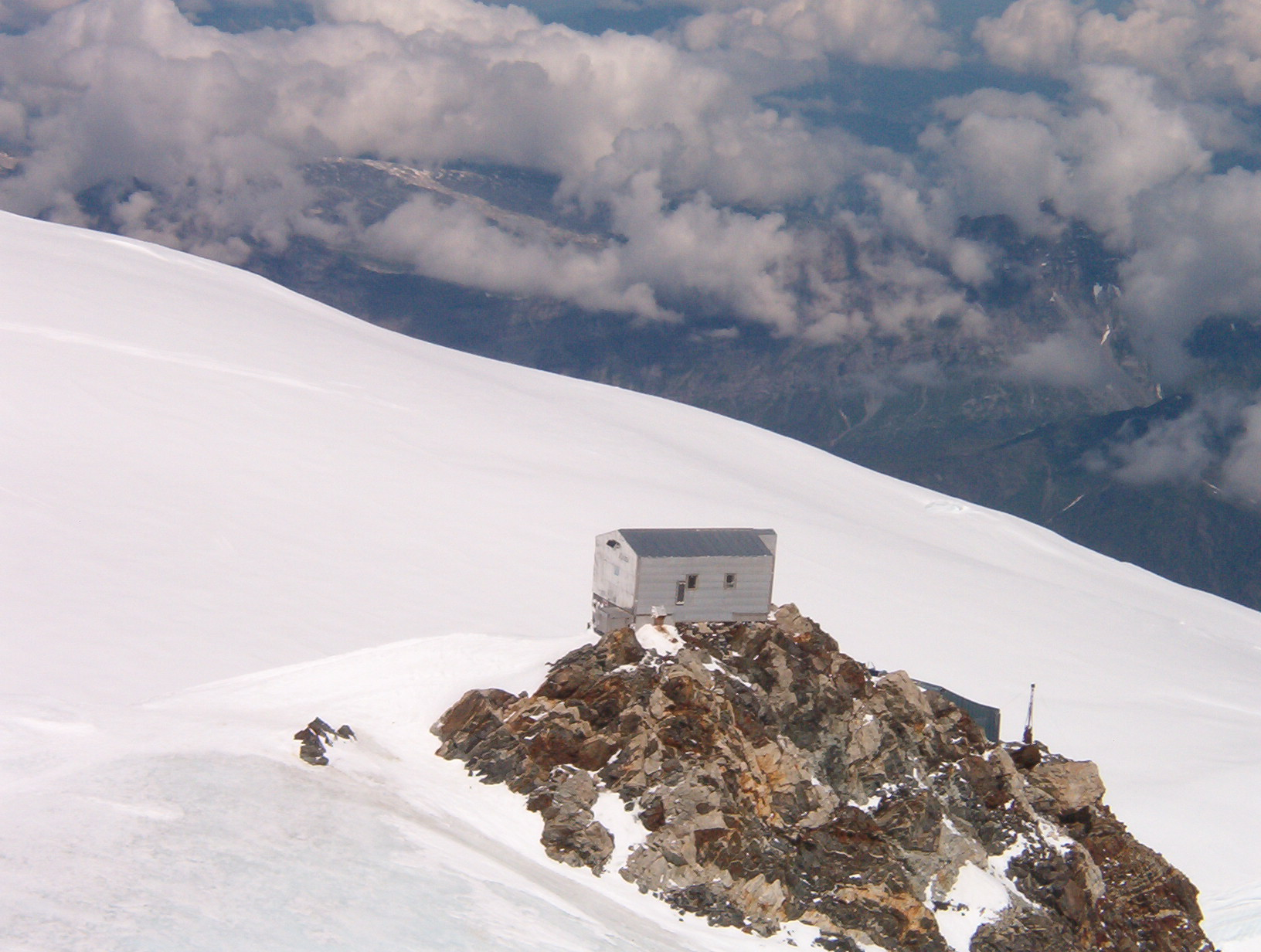
L'Osservatorio Vallot. Il laboratorio fu costruito nel 1890 a quota 4.365 m, a circa 450 m dalla cima.

### I laboratori del Monte Bianco
Un altro aspetto meno conosciuto del Monte Bianco è quello di studio e di ricerca. All'interno della montagna infatti si trovano dei laboratori molto importanti gestiti dall'Istituto di Fisica dello Spazio Interplanetario del CNR (Consiglio Nazionale delle Ricerche) di Torino, che lavora in collaborazione con l'INFN (Istituto Nazionale di Fisica Nucleare) di Frascati (Roma) e l'Università di Milano. In questi laboratori si conducono ricerche sui raggi cosmici e sono serviti da prototipo per altri due famosi laboratori: quello sotto il Gran Sasso, negli Appennini centrali, costruito successivamente, e il laboratorio gestito dal CERN di Ginevra che studia le particelle elementari.
In passato si cercò di costruirne anche sulla cima. Nel 1891, lo scienziato francese Pierre Janssen, si adoperò per costruire un centro di osservazione sulla vetta, nella speranza di effettuare in modo ottimale misure e ricerche sullo spettro solare. La mancanza di fondamenta solide e i movimenti continui del ghiaccio sulla calotta sommitale, indussero nel 1906 gli scienziati ad abbandonarlo, essendo divenuto pericolante. Nel 1890, sul versante francese, a quota 4.365 m, il botanico e meteorologo Joseph Vallot costruì uno chalet laboratorio a vocazione pluridisciplinare, tra le quali l'astronomia: l'Osservatorio Vallot.

## Nella cultura di massa
Con la nascita dell'alpinismo nacque il genere letterario di montagna. Il clamore destato dalla conquista del Bianco attirò nelle sue valli agli inizi dell'Ottocento poeti, scrittori e pittori. Dall'Inghilterra e dal nord Europa gli aristocratici in viaggio per il Grand Tour visitarono le montagne alpine, mentre grandi alpinisti come Albert Frederick Mummery, William Auguste Coolidge e Edward Whymper scalarono vette su vette scrivendo poi libri nei quali raccontavano le loro imprese. I romantici inglesi si innamorarono delle Alpi. Samuel Taylor Coleridge scrisse un inno al Monte Bianco e Percy Bysshe Shelley, dopo aver ammirato la montagna affermava: «Non sapevo, non avevo mai immaginato prima cosa fossero le montagne» e scrisse Mont Blanc, una delle sue poesie più famose.

### Cinema e televisione
- La rosa sulle rotaie, (La rue), (1923): film della durata di 273 minuti di Abel Gance su una famiglia della Francia orientale.[121]
- Tempeste sul Monte Bianco (Stürme über dem Mont Blanc), (1930), con Leni Riefenstahl come attrice e Arnold Fanck come regista: tratta di Hannes, uno scienziato che lavora nell'osservatorio del Monte Bianco.[122]
- Premier de cordée, (1943): il film tratta di Pierre Servettaz, un giovane aspirante guida di montagna il quale, nonostante un incidente che sconvolge i suoi progetti e la sua carriera, riesce tra tante difficoltà a raggiungere i suoi obiettivi.[123] È basato su un racconto dell'esploratore Roger Frison-Roche.
- La montagna, (1956) di Edward Dmytryk, con Spencer Tracy e Robert Wagner: il film è ispirato al disastro aereo del Malabar Princess nel 1950.[124]
- La Terre, son visage, (1984): documentario di Jean-Luc Prévost prodotto per la televisione francese. Fa parte della serie Haroun Tazieff racconta la sua terra, vol. 1.[125]
- Malabar Princess (2004), di Gilles Legrand con Jacques Villaret e Michele Laroque: il film racconta il tragico incidente aereo avvenuto nel 1950 sulla cima del Monte Bianco.[126]
- Monte Bianco - Sfida verticale (2015), reality show italiano in cui i concorrenti guidati da guide alpine cercano di raggiungere la vetta del Monte Bianco.

### Letteratura

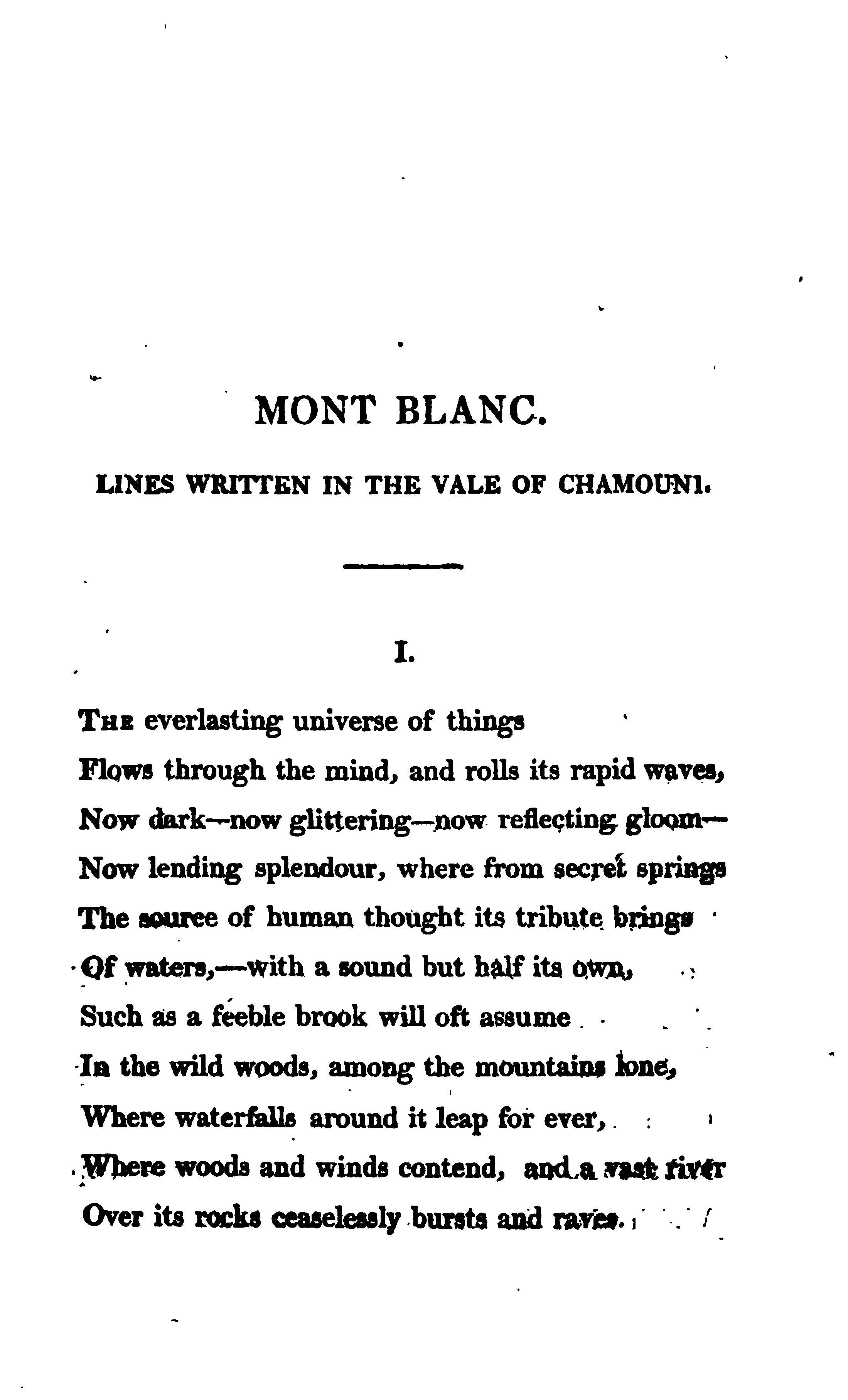
Prima pagina del poema Mont Blanc di Percy Bysshe Shelley.

- Storia di una escursione di sei settimane, di Percy Bysshe Shelley e Mary Shelley.
- Kordian, di Juliusz Słowacki (1809-1849).
- Mont Blanc di Percy Bysshe Shelley.
- La legenda dei secoli (1877), di Victor Hugo (1802-1885)[127].
- Tartarino sulle Alpi (1885), di Alphonse Daudet (1810-1897).
- Quarantième ascension française au Mont-Blanc, di Jules Verne (1828-1905).
- Premier de cordée, di Roger Frison-Roche (1906-1999).
- Hugo et le Mont Blanc, di Colette Cosnie.
- Hymn Before Sunrise, in the Vale of Chamouni, di Samuel Taylor Coleridge.
- Frankenstein, Frankenstein il moderno Prometeo, di Mary Shelley.
- Point Blanc, di Anthony Horowitz.
- The Prelude Book VI, di William Wordsworth.
- Remember Me?, di Sophie Kinsella.
- La Littérature alpine, di Claire-Éliane Engel (1903-1976).
- Freney 1961, Un Viaggio Senza Fine, di Marco Albino Ferrari.
- Naufragio sul Monte Bianco - La Tragedia di Vincendon ed Henry, di Yves Ballu.